# Lumio
Lumio [lumjo] est une commune française située dans la circonscription départementale de la Haute-Corse et le territoire de la collectivité de Corse. Le village appartient à la piève d'Aregno, en Balagne.

## Géographie

### Situation
Lumio est une commune du littoral balanin, fermant le golfe de Calvi à l'est. Elle fait partie du canton de Calvi composé depuis 2015 de 14 communes regroupées dans la communauté de communes de Calvi Balagne.
Communes limitrophes

### Géologie et relief
La commune se situe dans la « Corse granitique » à l'ouest du sillon dépressionnaire central de l'île. Le sol est granitique sur la majeure partie du territoire. Elle occupe une partie remarquable du littoral de la Balagne, entre Calvi à l'ouest et Algajola à l'est. Dominée par le Capu Bracajo (556 m) et le Capu d'Occi (563 m), sa façade maritime englobe Punta di Spanu avec l'îlot de Spano, un site naturel protégé propriété du Conservatoire du littoral, ainsi que la marine de Sant'Ambroggio.
Son territoire, une bande littorale d'un peu plus de 4 km dans sa partie la plus large, s'étale jusqu'à la mer à partir d'une ligne de crête qui la sépare des communes de Montegrosso, Lavatoggio et Aregno. Il est composé de trois secteurs :
- le tiers de ce territoire, au sud du village, se situe dans la plaine du fiume Seccu. C'est une zone agricole, en partie plantée de vignes. Divers objets datés du Néolithique y ont été découverts en plusieurs endroits ;
- le tiers central est composé de basses montagnes, avec à l'est le petit chaînon du monte Bracajo (556 m) dominant le village et où se situait la forteresse médiévale de Bracaggio avec son bourg castral. Au nord-ouest de Lumio, le monte d'Ortu (213 m) où ont été entreprises des campagnes de fouilles archéologiques en 1983, 1984 et 1985 sur une structure d'habitat à la suite de la découverte en 1982 d' une cabane d'une superficie de 28 m2 environ. Ces fouilles ont mis au jour des objets plus anciens datés de l'âge du bronze[2] ;
- le tiers septentrional est fait de flancs de collines déclinant vers la côte, avec le littoral oriental aujourd'hui urbanisé autour de la Marine de Sant'Ambroggio, l'autre partie étant en grande partie propriété du Conservatoire du littoral.

Limites de la commune

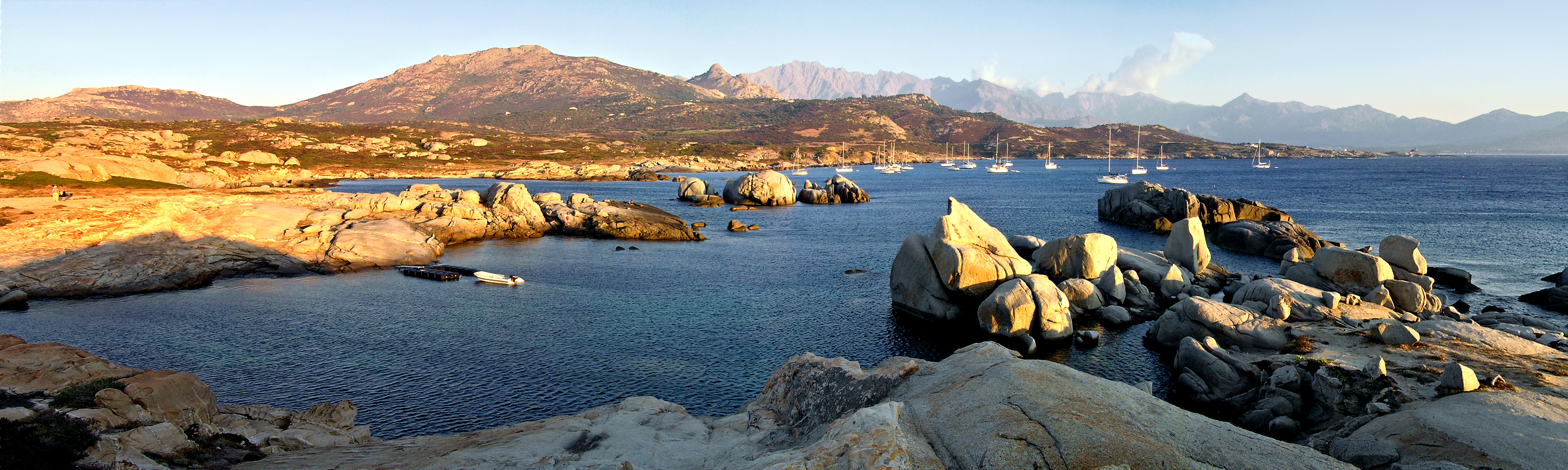
Panorama de la baie d'Algajo.

Ses limites peuvent se définir ainsi :
- au nord, baignées par la mer Méditerranée, ses côtes vont depuis un point situé à environ 330 mètres à l'ouest de l'embouchure du fiume Seccu, jusqu'à la Punta San Damiano où elle s'arrête à la Marina San Damiano côté oriental. Punta Caldanu ferme le golfe de Calvi à l'est. Plus au nord, Punta Carchincu, Punta di Spanu avec l'îlot de Spano, et Punta di Sant' Ambroggio[3] marquent les extrémités de cette partie de côte déchiquetée. Une petite crique avec plage de sable (Petra Muna) est accessible par une piste au lieu-dit «Sainte Restitude »[4].

À l'abri des vents d'ouest et de nord-ouest dominants, a été construite la marine de Sant' Ambroggio.
- à l'est, depuis un point situé à 500 m (distance orthodromique) qui borne son territoire à l'ouest de la Punta San Damiano, la démarcation part sur une ligne de crête de collines. Elle passe sur le flanc oriental du Capu Luna Piana (345 m), la bocca di Forcolina (261 m) sur la route D71, grimpe sur le Capu d'Occi (563 m), vient approcher à 500 m l'est du village, rejoint le Capu Bracajo (556 m) « à cheval » sur Lavatoggio et Lumio, et va jusqu'aux collines de Pruniccia (260 m) ;
- au sud, la démarcation prend une direction sud-ouest, descendant la colline jusqu'à la rive droite du fiume Seccu (55 m) ;
- à l'ouest, la ligne prend une direction nord-ouest, longeant le cours d'eau jusqu'à la station de pompage en amont du Camp Raffalli, traverse le terrain militaire avant d'atteindre la mer, à l'ouest de l'embouchure du Seccu.

### Hydrographie
Le fiume Seccu est le principal cours d'eau de Lumio sur le territoire duquel il conflue avec le ruisseau de Canapile. Le petit fleuve côtier est tributaire de la mer Méditerranée où il trouve son débouché dans le golfe de Calvi.

### Climat et végétation
Commune du littoral, sous influence marine, Lumio jouit d'un climat méditerranéen tempéré, aux variations de températures modérées dans la journée. Les hivers sont doux et humides et les étés secs et chauds. La commune est soumise aux vents dominants d'ouest (punente), de sud-ouest (libeccio), ainsi qu'aux traînes de mistral et parfois de tramontane, qui apportent le froid.
Les pluies sont abondantes au printemps et en automne, quelquefois violentes et fortes en d'autres périodes. Hors celles-ci, les ruisseaux présentent des lits asséchés, tel le Seccu à l'approche de son embouchure.
Lumio bénéficie de conditions climatiques favorables. Outre les oliviers et vignes qui constituent les principales plantations, palmiers, mimosas, agaves, figuiers de Barbarie, tous les agrumes, kiwis, etc., supportent très bien les rares vagues de froid qui s'abattent sur le littoral balanin. Hors les zones urbanisées et celles cultivées, on retrouve le maquis composé essentiellement de cistes et de lentisques, avec des bosquets de chênes verts et de quelques oliviers sauvages.

### Voies de communication et transports

#### Accès routiers
La commune est traversée par la T 30, ex N 197. Lumio se trouve à 11 km de Calvi à l'ouest, de 6,7 km d'Algajola et de 14,8 km de L'Île-Rousse.
À la sortie nord du village, sur la T 30, nait la D71, dite encore « route corniche de la Balagne », qui dessert 12 « villages balcons » jusqu'à Belgodère.

#### Transports

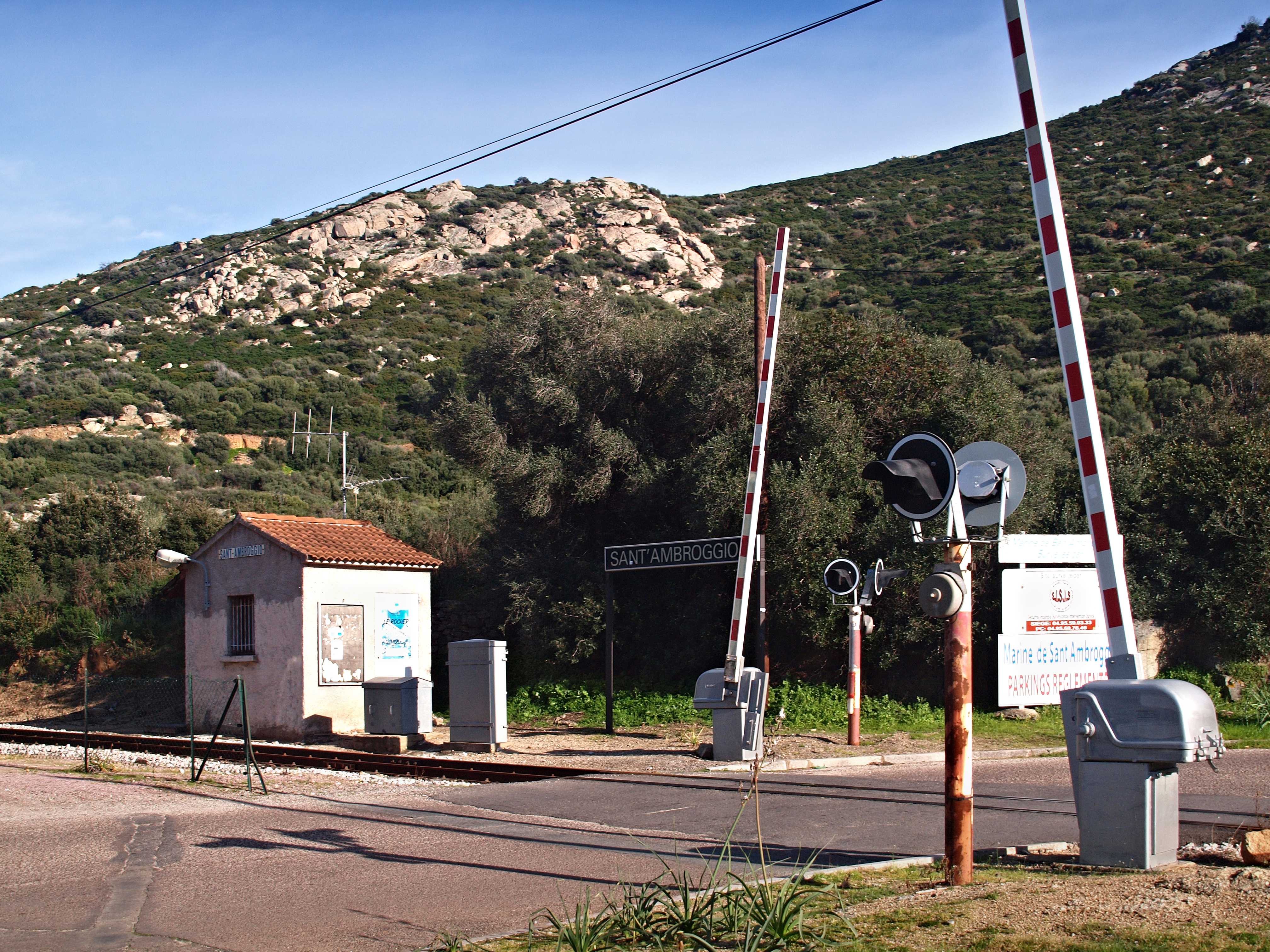
Gare de Sant'Ambroggio.

La commune dispose de 6 arrêts facultatifs sur la ligne Calvi - L'Île-Rousse des chemins de fer de la Corse. D'ouest en est, le « tramway des plages » s'arrête :
- au centre équestre au nord du Camp Raffalli, en bordure de la route territoriale 30,
- à la gare de Sainte-Restitude, arrêt surplombant la crique de petra Muna (plage de sable) et la plage d'Aliborni (plage de galets),
- à la gare de Lumio-Arinella (ex Ondari-Arinella), à hauteur de la petite crique de Portu Ricciaiu dite plage de l'Arinella,
- à la gare de Giorgio, à hauteur de la petite crique nommée Portu Algajo,
- à la gare du Club-Med Cocody (lieu-dit Orso Longo) dans le quartier sud de la marine,
- à la gare de Sant'Ambroggio à l'entrée de la marine éponyme.

Sur le parcours Ponte-Leccia - Calvi, des arrêts facultatifs existent aux seules gares de Lumio-Arinella, Club-Med Cocody et Sant'Ambroggio.
Lumio se trouve à 11 km du port de commerce de Calvi et à 14 km de celui de L'Île-Rousse. L'aéroport le plus proche est celui de Calvi-Sainte-Catherine, situé à une dizaine de kilomètres.

## Urbanisme

### Typologie
Lumio est une commune rurale, car elle fait partie des communes peu ou très peu denses, au sens de la grille communale de densité de l'Insee,,,.
Par ailleurs la commune fait partie de l'aire d'attraction de Calvi, dont elle est une commune de la couronne. Cette aire, qui regroupe 15 communes, est catégorisée dans les aires de moins de 50 000 habitants,.
La commune, bordée par la mer Méditerranée, est également une commune littorale au sens de la loi du 3 janvier 1986, dite loi littoral. Des dispositions spécifiques d’urbanisme s’y appliquent dès lors afin de préserver les espaces naturels, les sites, les paysages et l’équilibre écologique du littoral, comme le principe d'inconstructibilité, en dehors des espaces urbanisés, sur la bande littorale des 100 mètres, ou plus si le plan local d’urbanisme le prévoit,.

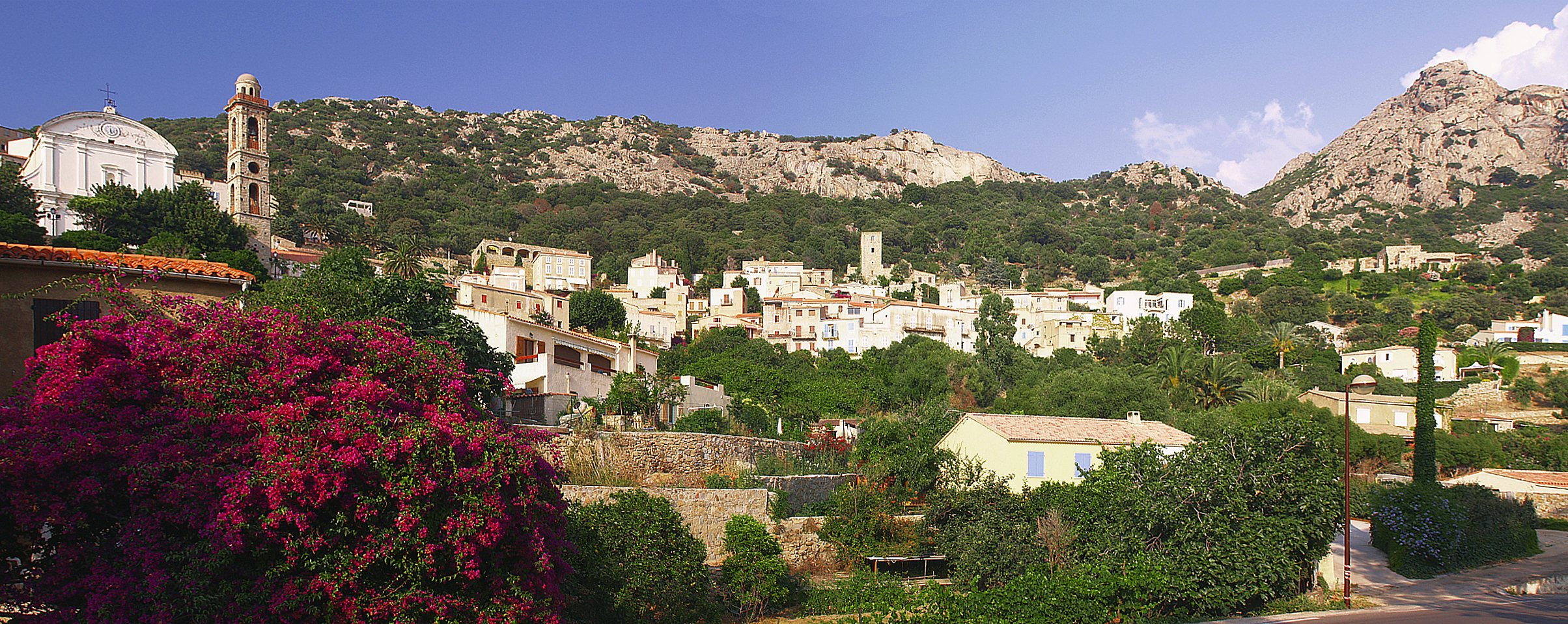
Panorama.

La commune de Lumio s'était agrandie le 29 avril 1852 des 840 hectares d'Occi, un village bâti sur ses hauteurs pour se protéger des invasions barbaresques. Occi est abandonné depuis 1927.

### Village de Lumio
Village « de lumière », Lumio domine toute la baie de Calvi. La particularité du village de Lumio tient dans le fait que son centre est fait de sentiers piétonniers et que la route fait le tour du village en passant sur la place qui est le lieu de rencontre de tous ses habitants. Le Café di a mossa est devenu au fil des ans une des attractions du village. L'édification du village d'aujourd'hui remonte au XVe siècle. La population était déjà implantée en contrebas dès le XIe siècle. S'y trouve d'ailleurs la chapelle romane Saint-Pierre-Saint-Paul et le cimetière de Lumio.

### Les hameaux
Lumio possède plusieurs hameaux et lotissements, les plus importants étant : 
- Pirelli, en haut du village ;
- Schinali, à l'ouest du village ;
- Ondari, proche de la mer ;
- Sant'Ambroggio et sa marine ;
- Orso Longo et Mazza Corta, au sud de Sant'Ambroggio ;
- Le Salducciu, au sud de la commune.

### Marine de Sant'Ambroggio

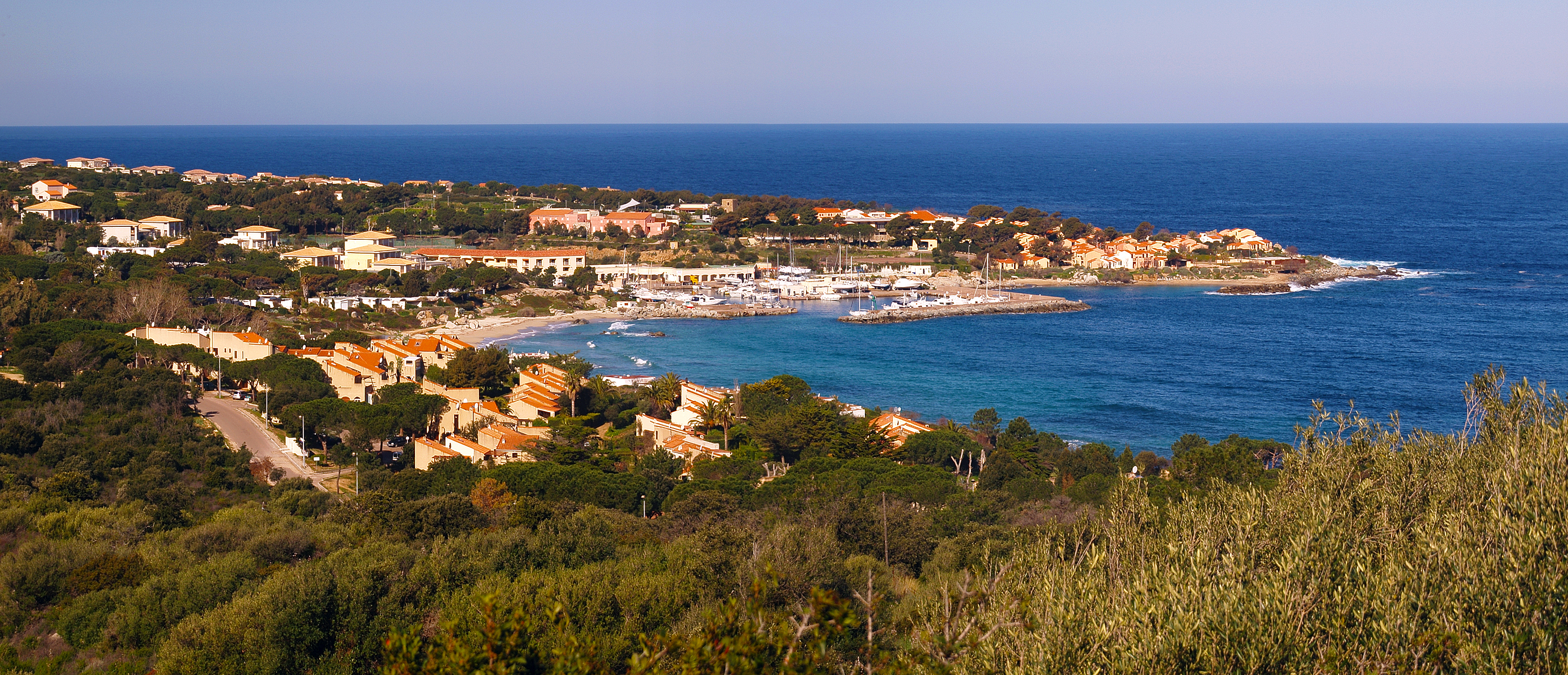
Marine de Sant'Ambroggio.

Sur la façade maritime de la commune a été édifiée, en vue de son développement touristique, la marina de Sant'Ambroggio.
C'est un complexe touristique comprenant un port de plaisance de 180 places à quai, doté d'une capitainerie et d'un poste d'avitaillement en carburant, et un ensemble de petites résidences et bungalows en bord de mer. Le Club Med y a installé un village de vacances aux abords du port de plaisance. Sur place, on trouve tous les commerces nécessaires à la vie quotidienne. Un parcours de golf, aujourd'hui désaffecté, avait été aménagé à la Punta di Spanu. Tout autour de cette pointe, c'est le domaine de formes étranges en rocher, paysage remarquable s'élargissant sur le golfe de Calvi et sur la pointe de la Revellata. Autour de la marina, de nombreux lotissements ont récemment vu le jour. La Marine est située à égale distance de Calvi et d'Ile-Rousse, à l'abri de la Punta di Sant'Ambroggio. C'est un arrêt pour le train des plages des chemins de fer de la Corse qui dessert durant la saison estivale la côte et les plages entre Calvi et L'Île-Rousse (gare de Sant'Ambroggio et gare du Club-Med Cocody).

### Occi
À 377 m d'altitude, au-dessus de Lumio, est situé le village en ruines d'Occi. Il était habité au XVe siècle par des gens qui ont déserté les côtes pour fuir les Sarrasins. Les XVIIe et XVIIIe siècles virent le déclin du village. Occi sera rattaché à Lumio en 1852. Felice Giudicelli, appelé fra Felice, le dernier habitant y est décédé le 22 novembre 1918.
L'église de l'Annunziata qui s'y trouve, a été récemment restaurée.
La position d'Occi en fait un véritable observatoire surmontant la plaine du fiume Seccu, Calvi et son golfe. Un sentier conduit en 30 minutes de promenade, aux ruines du village, depuis la route D71 (départ proche du camping Panoramic). Un autre sentier y donne également accès depuis le village. Le soir, on y jouit souvent de merveilleux couchers de soleil !
Pour ne pas laisser Occi dans l’oubli, des efforts sont entrepris. Une association qui comprend des membres du village comme André Lomellini et bien d'autres, a même entrepris de restaurer l'église de l'Annunziata d'Occi. La magnifique église baroque du XVe siècle s’est relevée de ses ruines (les travaux ont été financés en partie par Laetitia Casta). Celle-ci est désormais terminée et on peut également la visiter.

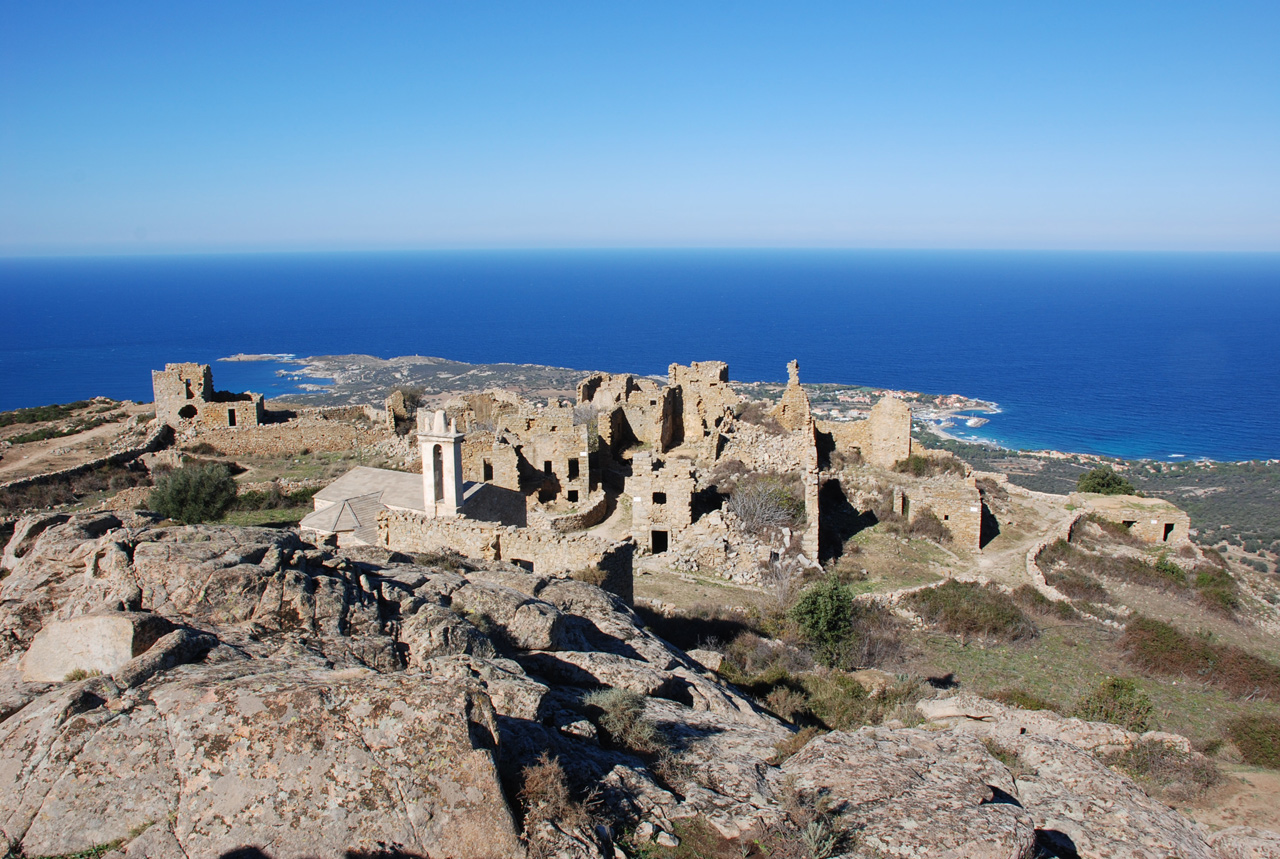
Les ruines d'Occi.
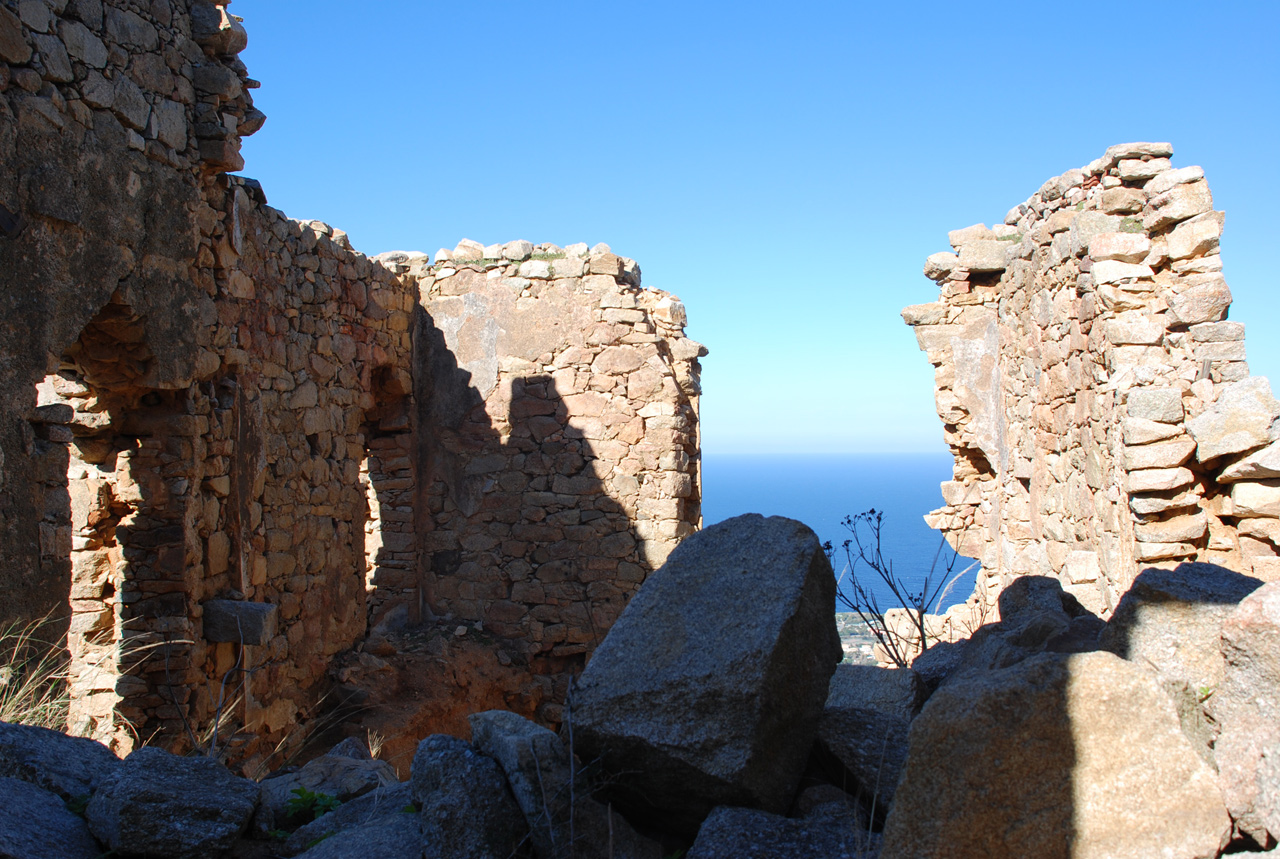
Autres ruines d'Occi.
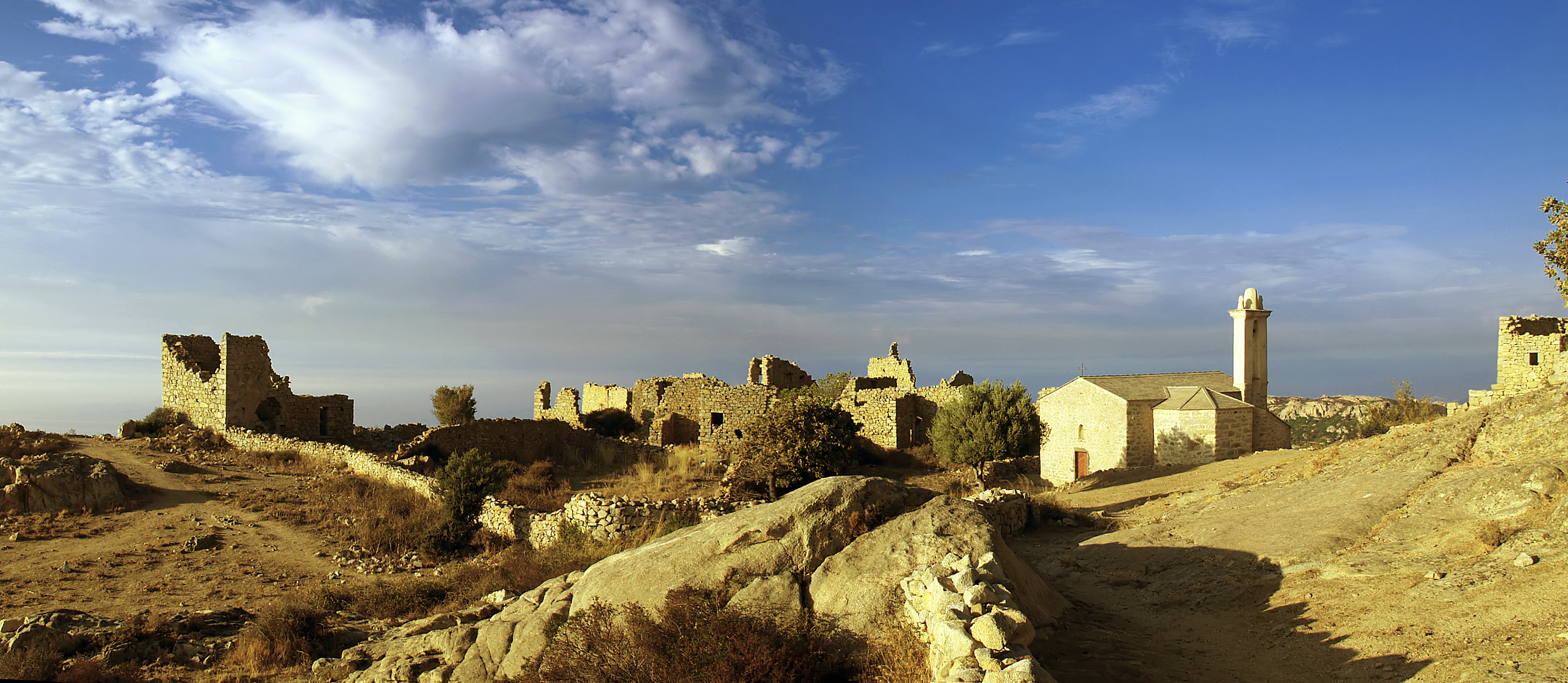
Occi village abandonné.
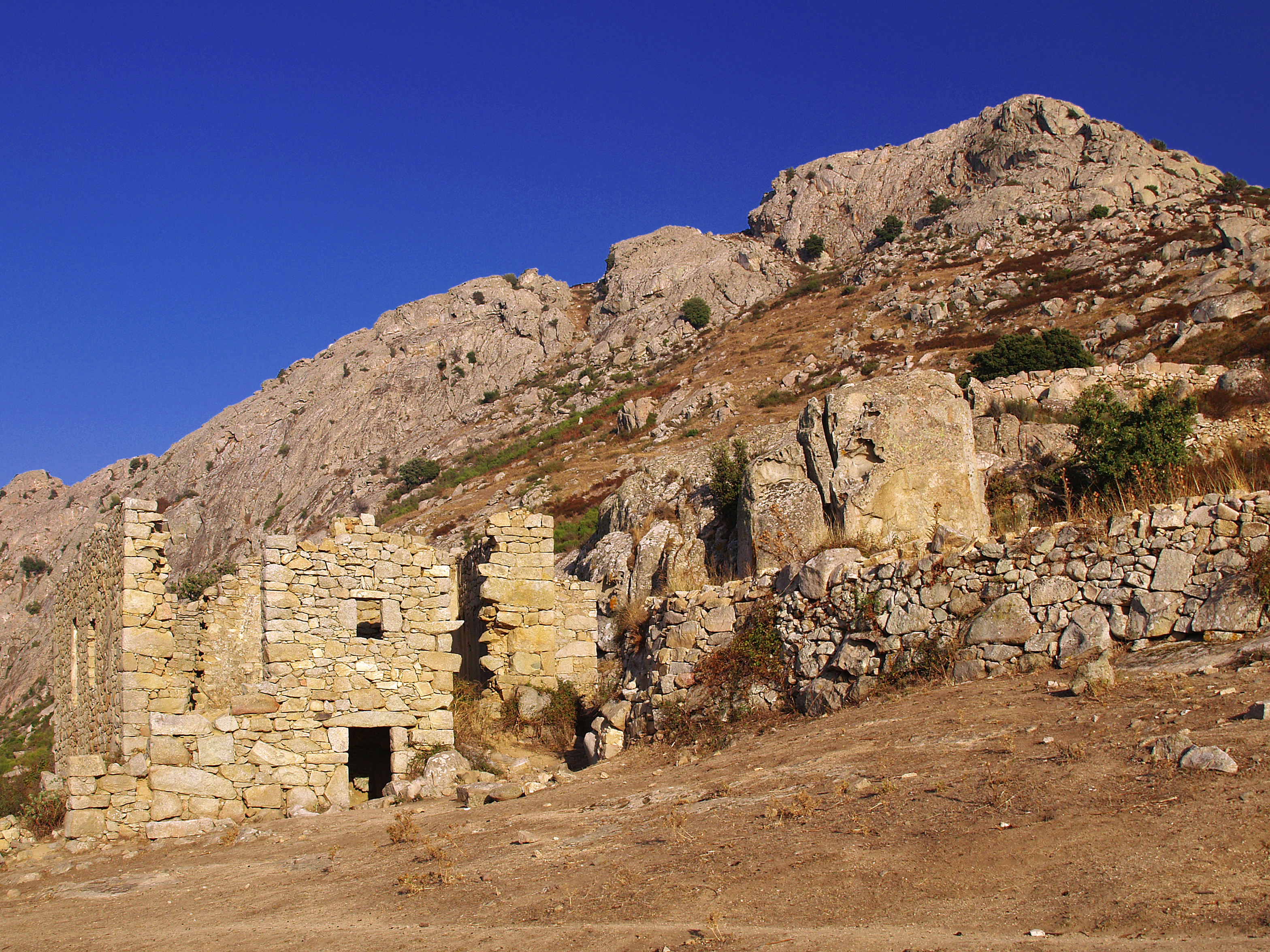
Maisons ruinées à Occi.
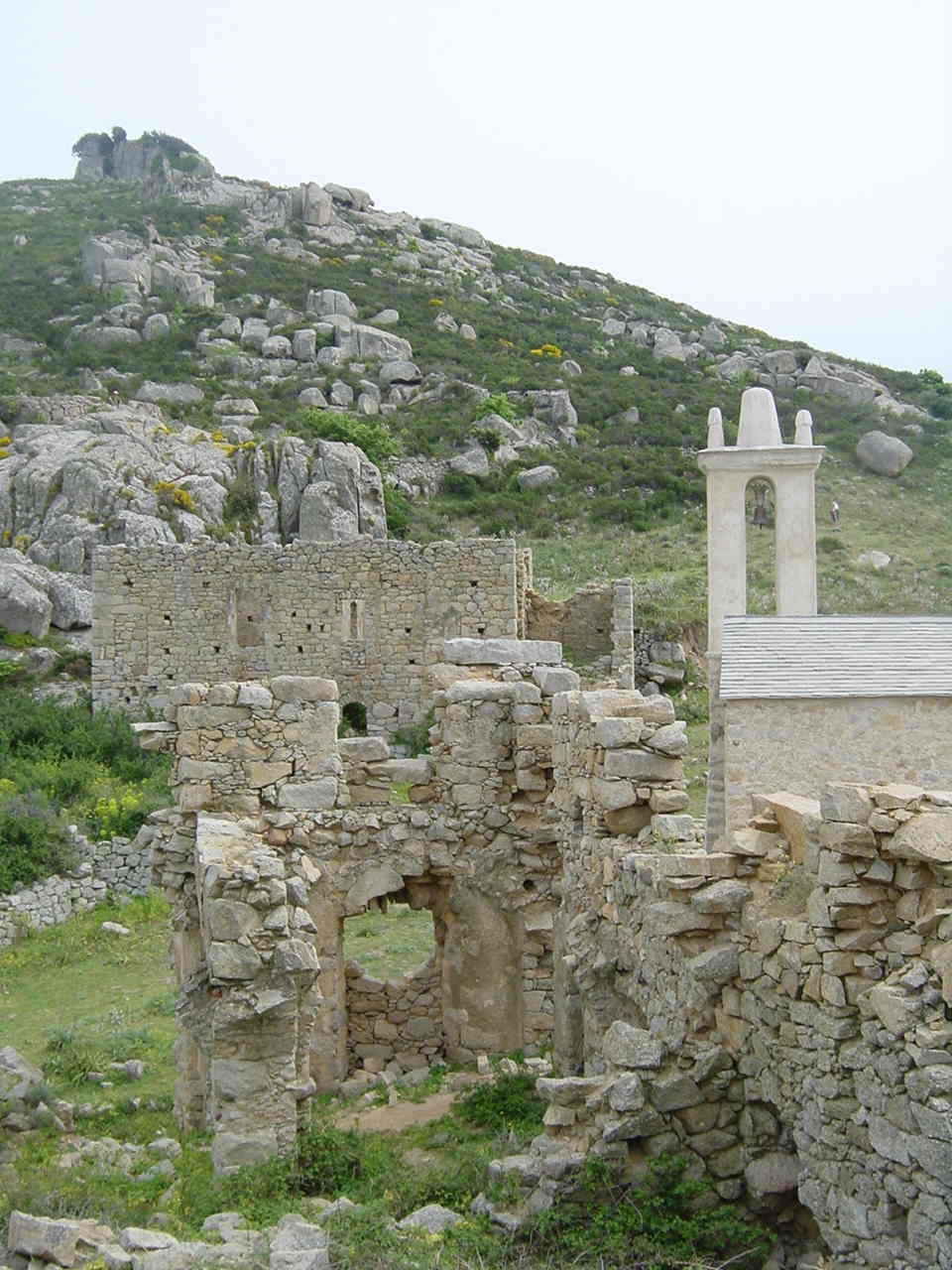
Occi.
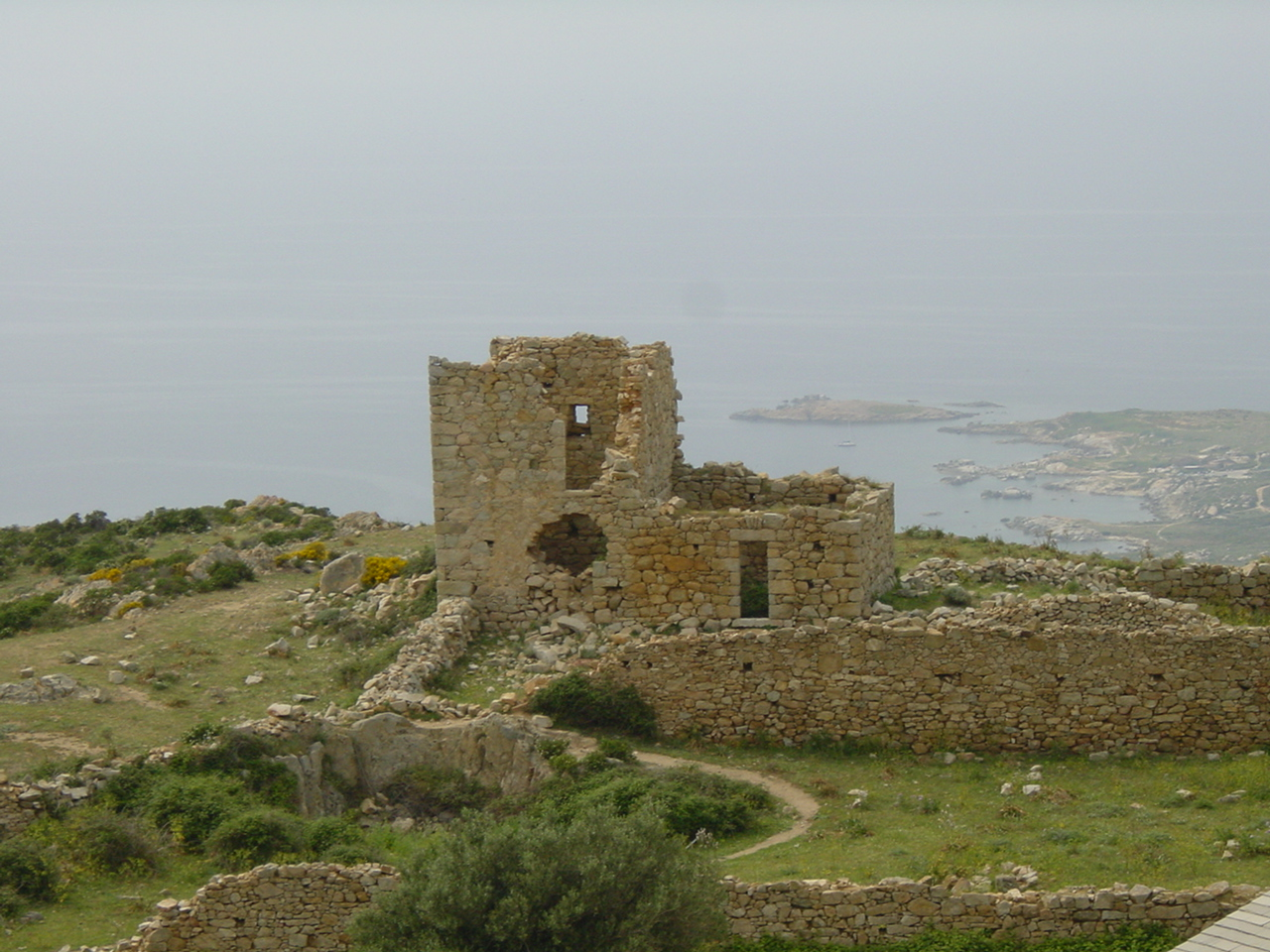
Vue de la mer.
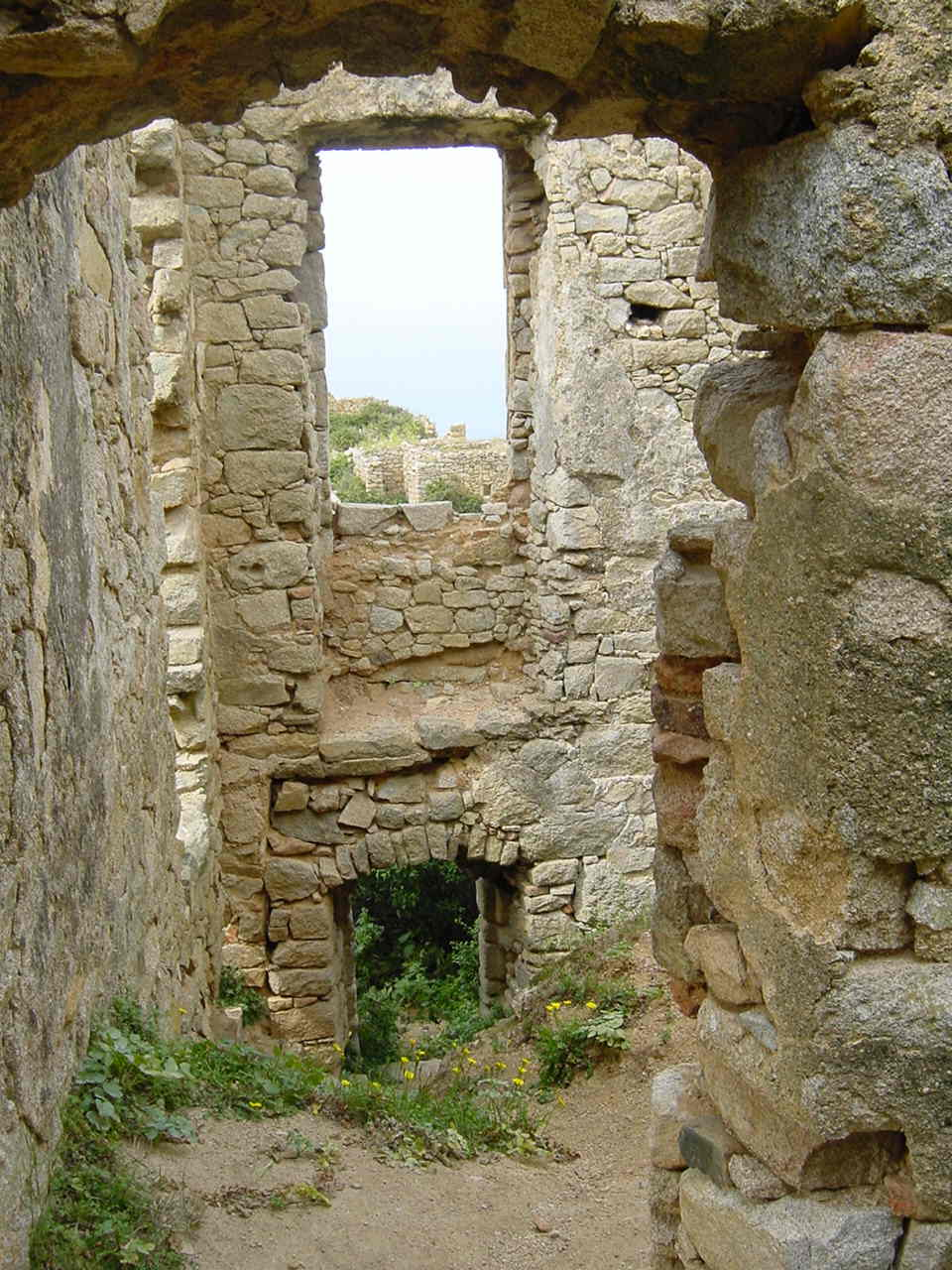
Vue de l'intérieur des ruines.
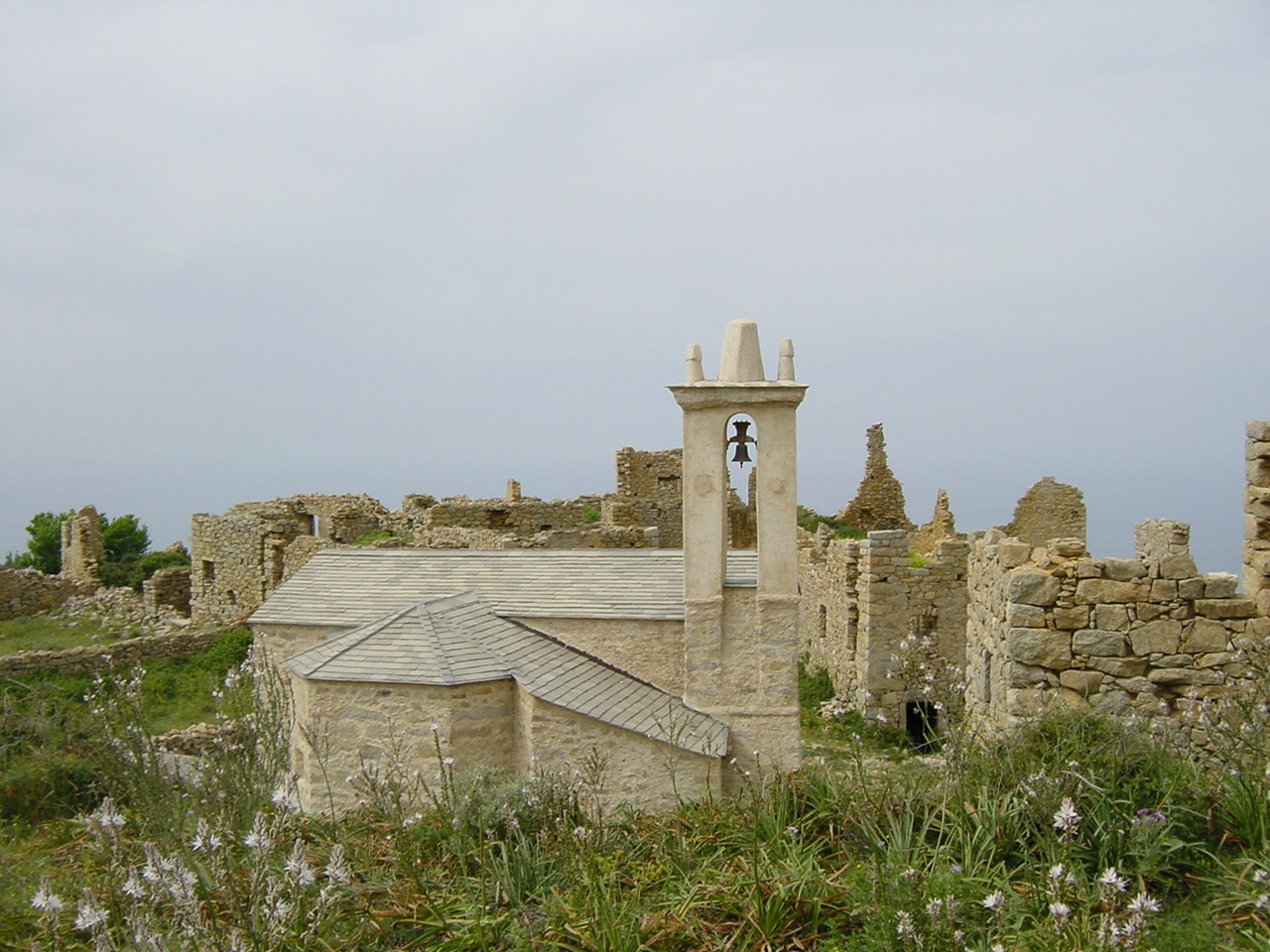
La chapelle du village rénovée.
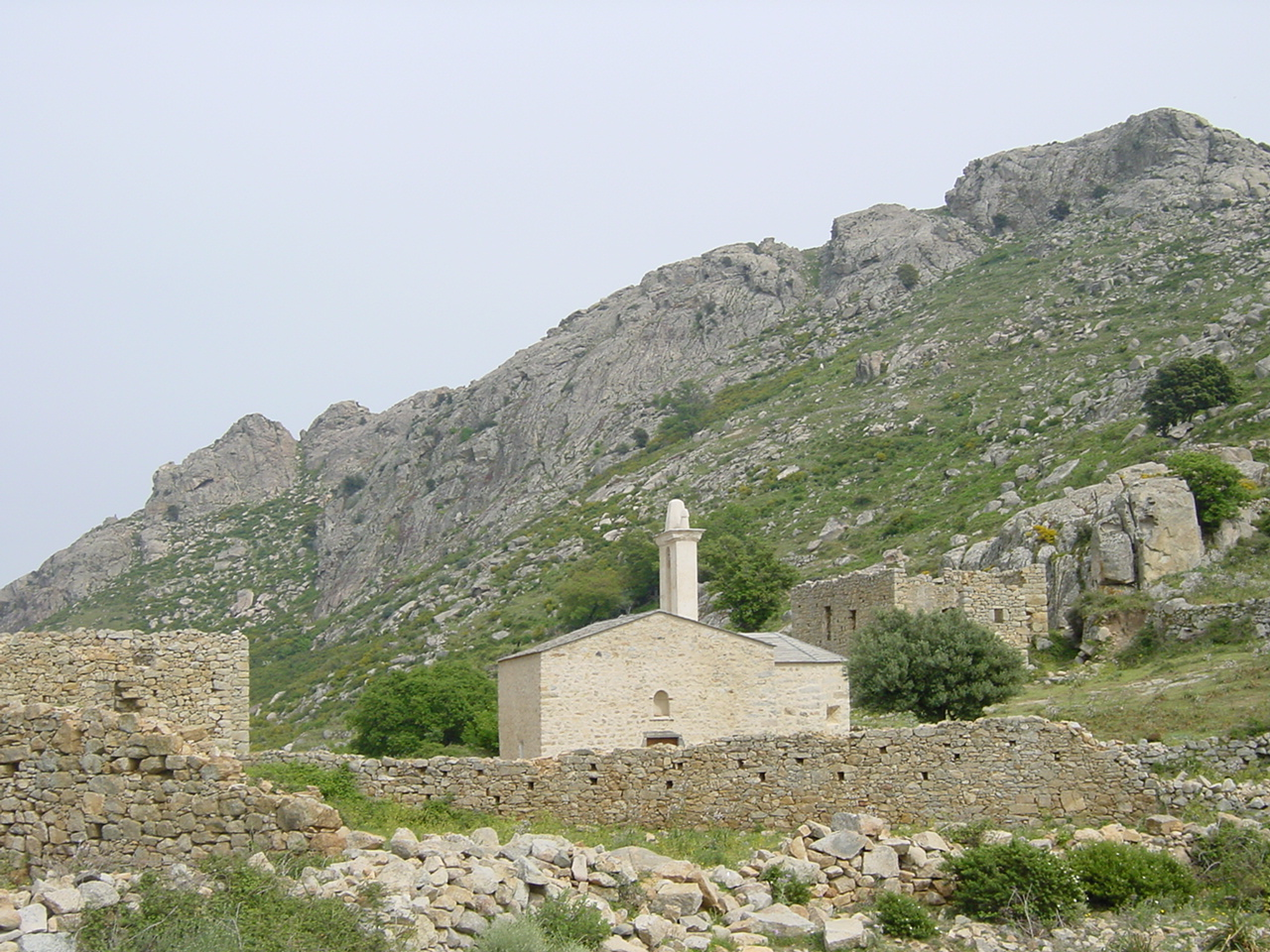
Autre vue de la chapelle.
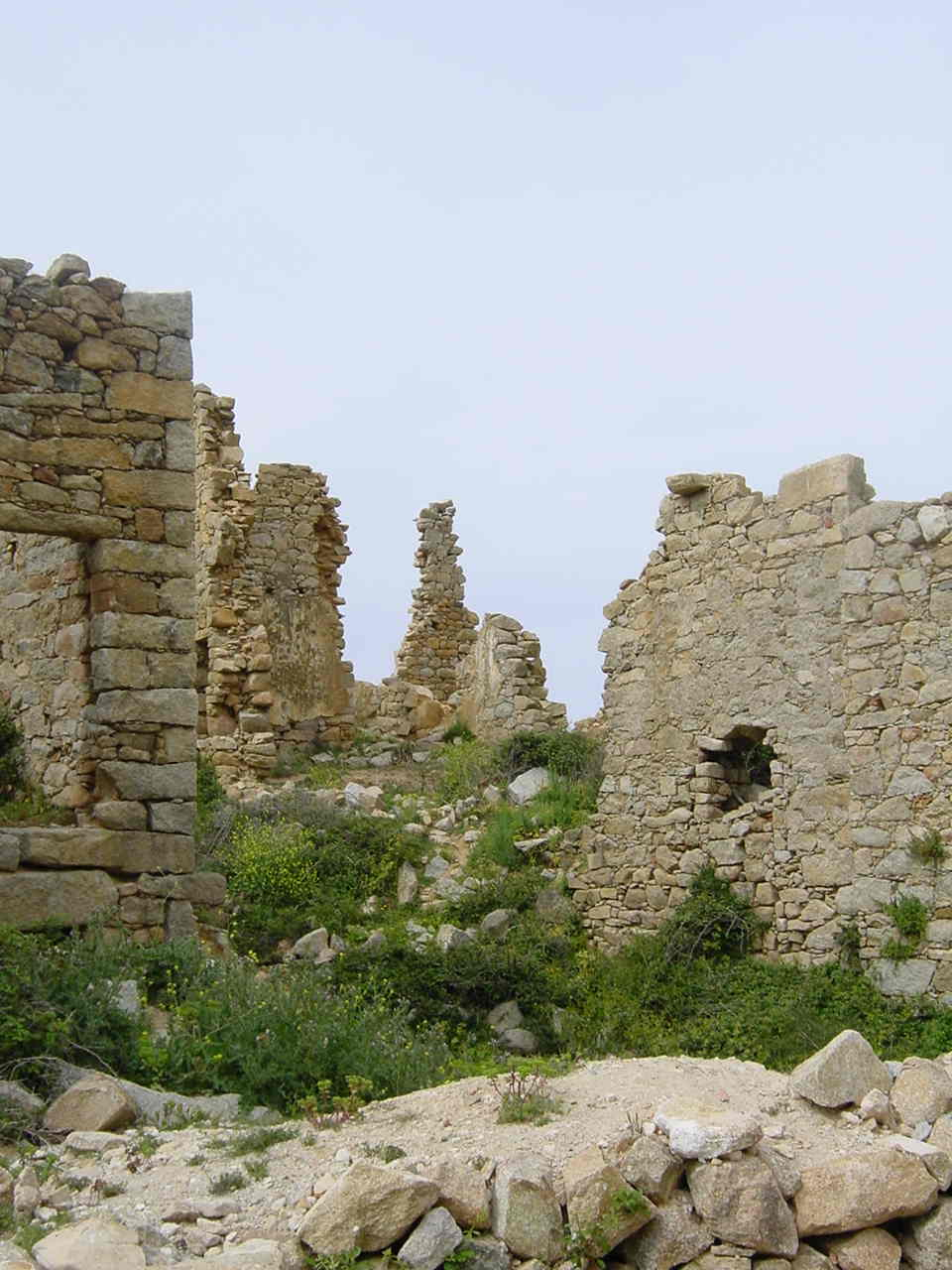
Vue d'ensemble du village.

## Toponymie
Lumio se dit Lumiu en corse, lume, lumu pour « lumière ». Le gentilé est Lumiacciu.

Occi évoquerait l’œil, l'ochju, i ochji, allusion au point de vue depuis le site.

## Histoire

### Préhistoire
Au Néolithique, au Monte d'Ortu vivait déjà une communauté ayant formé un village. La position de celui-ci lui permettait de profiter des bois giboyeux ainsi que de la proximité de la mer pour la pêche.
Les fouilles entreprises sur plusieurs sites archéologiques sur la commune ont déterminé l'occupation des lieux au Néolithique et à l'âge du bronze.

### Antiquité
Le site était occupé dans l'Antiquité. La présence humaine est attestée à l'Îlot de Spano, Sant'Ambroggiu, A Chjalza à l'ouest de la punta San Damiano, Cala Prudente lieu-dit à proximité de la gare de Giorgio, Porta a a Vecchja lieu-dit au sud de la gare de l'Arinella, et Porte Vecchje (Capu Bracajo).

### Moyen Âge
Au XIe siècle, la Famille De Pino était largement possessionnée dans toute la Balagne.
En fin du XIe siècle, existait la villa de Spano. La documentation écrite révèle l'existence, à la fin de ce siècle, d'un grand nombre d'édifices de culte privés, aux mains des riches propriétaires terriens, notamment de la Famille De Pino, et des marquis. L'archéologie a permis de montrer que ces édifices, parfois de qualité et édifiés en pierre de taille comme San Nicolao de Spano, ont été construits au plus tôt durant la seconde moitié du XIe siècle.
Existaient alors deux églises médiévales toujours associées : Sant' Ambrogio de Spano, église principale ou piévane, et San Nicolao église annexe, qui sont offertes au monastère San Venerio del Tino par des personnages de la famille de Pino vers la fin du XIe siècle, entre 1090 et 1100.

« Nous savons aussi par un acte de 1367 que le desservant de l'église San Nicolao de Spano et de son annexe Sant' Ambrogio, avait charge d'âmes et qu'il était dans l'obligation de célébrer la messe deux fois par semaine »

— Daniel Istria in Pouvoirs et fortifications dans le nord de la Corse, du XIe siècle au XIVe siècle, Éditions Alain Piazzola, Ajaccio 2005.
Aux XIe et XIIe siècles, le site était sous domination de Pise comme en témoigne la chapelle Saint-Pierre-Saint-Paul d'architecture pisane.
Entre la seconde moitié du XIIe siècle et le milieu du XIIIe siècle, le système féodal se met en place après la reconquête de la Corse qui avait été occupée pendant près de trois siècles par les Sarrasins.
Il semblerait que la Balagne n'ait pas constitué une seigneurie homogène, du moins avant la fondation de Calvi. Les chroniqueurs en attribuent la cause aux discordes familiales incessantes et à la multiplication des lignages qui contribuèrent à anéantir les Pinaschi.

« Les Pinaschi, aveuglés par la discorde et par leurs projets ambitieux, prirent à leur tour les armes les uns contre les autres. En effet, Malaspina, neveu du comte Arrigo, pendant les premiers troubles qui suivirent la mort de son oncle, s'étant mis en campagne pour se rendre maître de l'île, trouva de la résistance dans ses deux cousins, Malpensa et Malafidanza, dont les noms indiquaient assez le caractère. Malpensa, qui prétendait avoir sa part dans l'héritage d'Arrigo, s'établit à Speluncato et y construisit un château. Alors Malaspina, voyant cette révolte, s'allia avec Malafidanza, et alla avec lui et les gens qui l'accompagnaient assiéger Malpensa. Mais pendant le siège du château, Malafidanza, changeant d'idée, se sépara de Malaspina, passa Bracaggio et s'y fortifia. Par suite de ce départ, Malaspina, réduit à l'impuissance, abandonna l'entreprise et s'en alla à Sant'Antonino, qui était la résidence seigneuriale. Les Pinaschi restèrent ainsi maîtres de toute la Balagne ; ils étaient, comme nous l'avons dit, établis en trois endroits différents, et les pays les plus rapprochés leur obéissaient. Les descendants de ces trois cousins, qui habitaient les trois châteaux, furent ensuite appelés gentilshommes. Ils eurent toujours, ainsi que ceux de Bracaggio, une triste réputation. »

— Abbé Letteron in Histoire de la Corse - Tome I, 1888, p. 134.

#### Castello de Bracaggio
La forteresse de Bracaggio a été construite par Malafidenza sur Punta Bracaggio, un piton rocheux ayant la forme d'un demi-cône, « à cheval » sur Lavatoggio et Lumio, dominant l'actuel village de Lumio. C'est une petite fortification, réduite à une simple enceinte d'une vingtaine de mètres de longueur, d'accès difficile, doté d'une petite tour isolée permettant la surveillance d'une partie du territoire et d'une route masquée par le relief. À l'intérieur de l'enceinte, cette tour, le logis ainsi que l'église castrale -qui est toujours un édifice de culte secondaire-, construite à proximité de l'entrée du bourg castraI au même moment que le château, étaient recouverts d'ardoises. Un seul accès a été repéré dans le rempart sud.
Un petit espace dépourvu de constructions existait devant l'église à proximité de l'entrée du bourg castral et immédiatement en arrière de la porte principale du castrum. La tour est de nos jours complètement détruite ; mais on voit encore, au sommet du chaos rocheux, des blocs de granit bien taillés ainsi qu'un mur d'enceinte, construit avec des pierres de même type.
Les ramassages de surface effectuées lors de fouilles archéologiques n'ont pas livré de fragments de céramiques postérieurs aux années 1350-60. Le castrum de Bracaggio est l'un des sites les « plus représentatifs et les mieux conservés du nord de la Corse » en matière d'archéologie médiévale. L'utilisation de la broche et du ciseau droit constatée, témoignent de contacts étroits entre les tailleurs de pierre toscans arrivés dans l'île à la fin du XIe siècle et les constructeurs de fortifications, certainement recrutés sur place.
Autour du castrum, étaient regroupées seize maisons dans lesquelles vivaient les proches du seigneur.
Les Bratagliesi, seigneurs de Bracaggio ont fait des mariages avantageux, l'un avec une des filles de Giudice, un autre avec une des filles de Giovanninello de Pietr'all'Arretta di Nebbio.
Vers la fin du XIIIe siècle, la fortification n’apparaît pas dans la documentation, mais nous rencontrons un seigneur de Bracaggio, Casparello, au côté de Luchetto Doria le 11 novembre 1289, ce qui laisse penser qu'il compte déjà parmi les fidèles de Gênes.
Au XIVe siècle, même si une grande partie des prese de Spano, possédées par le monastère San Venerio del Tino, est réservée à la céréaliculture, plusieurs parcelles sont occupées par des vignes, des vergers ou des jardins.

### Temps modernes

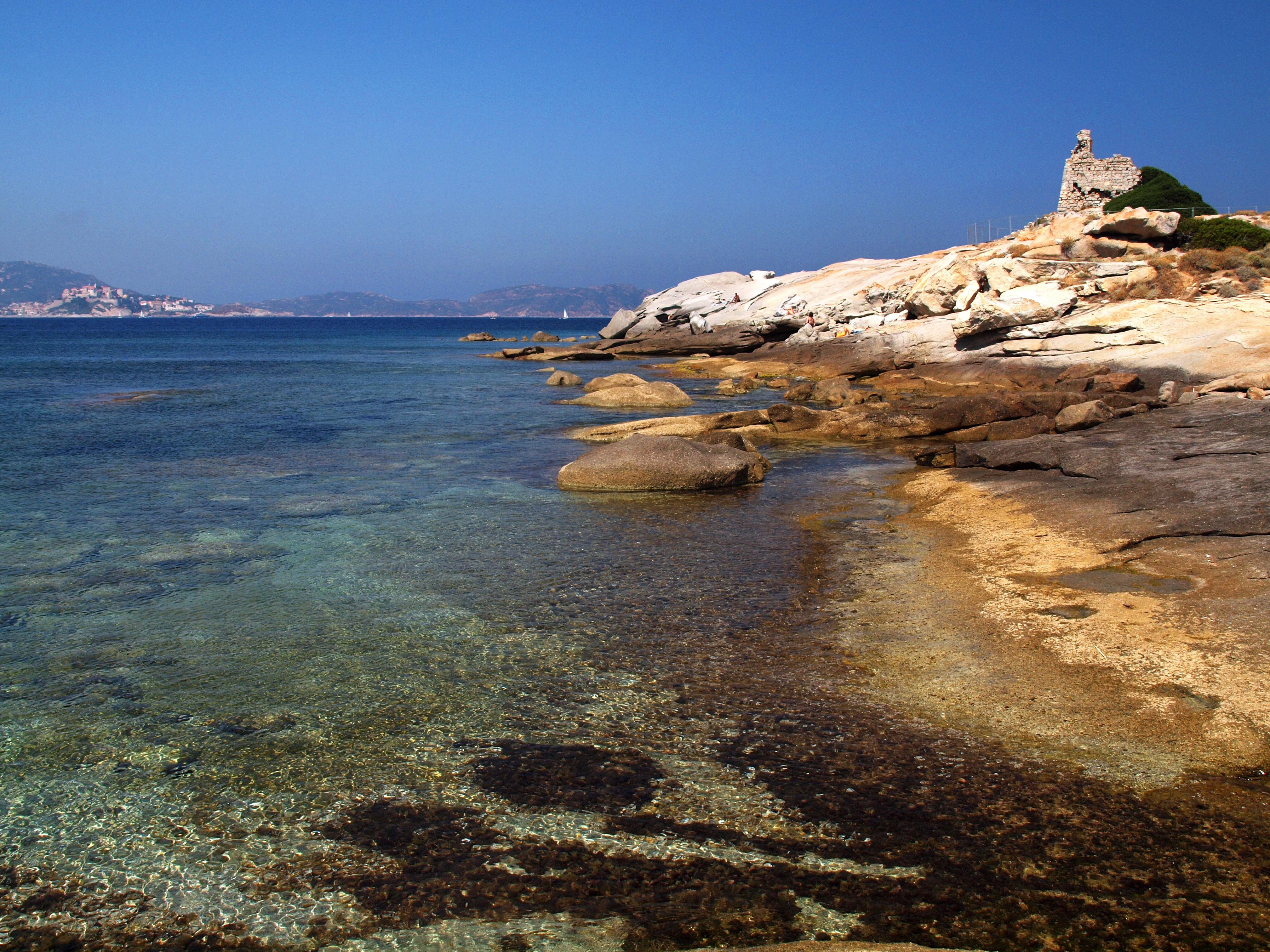
Tour de Caldanu face à la citadelle de Calvi.

Le village de Lumio fut fondé au XVe siècle. Dans les documents du XVe siècle, San Nicolao de Spano est qualifiée d'église paroissiale au moment même où cette fonction est transférée à des lieux de culte construits dans le nouvel habitat d'Occi : la Santissima Annunziata.
Occi, village aujourd'hui ruiné, est situé à 377 m d'altitude au nord-est de Lumio. Il était habité au XVe siècle par ses gens qui avaient fui la côte à cause des incessantes invasions barbaresques. C'est pour cette raison que, dès la deuxième moitié du XVe siècle, Gênes impose la construction de tours de guet littorales aux frais des pievi et communautés. Seront construites sur la côte, les tours de Caldanu et de Spano. La maison-tour Lomellini au village de Lumio, a été érigée en 1575.
Vers 1520 existait la pieve d'Aregnu (les pievi de Tuani, Aregnu, Santo Andrea, Pino et Olmia formaient la région de Balagna). Elle comptait alors environ 500 habitants et avait pour lieux habités l’Arpagiola o Gabiola, la Corbaia, lo Monticello, Santo Antonino, Santa Riparata, Piaza, Pragola, le Torre, Regno, li Catari, lo Lavatogio, lacona, Spano, Hogio, Aquapessa.
Dès la deuxième moitié du XVe siècle, les barbaresques commencent à razzier les côtes de l'île. Ils le feront durant près de trois siècles. Afin de rassurer les populations, Gênes impose la construction de tours littorales, aux frais des pièves et des communautés. Au XVIe siècle, deux tours sont construites, l'une circulaire à la Punta di Spanu, l'autre carrée à la Punta Caldanu. La maison-tour Lomellini est construite en 1575
Au début du XVIIe siècle, Lumio qui se trouvait dans le ressort de la juridiction de Calvi, comptait 590 habitants. Les XVIIe et XVIIIe siècles virent le déclin du village d'Occi. Occi était une commune de 840 hectares qui dominait les rivages pour se protéger des différentes invasions, notamment celles des Maures. Occi, abandonnée depuis 1927, avait été réunie à la commune de Lumio le 29 avril 1852. On peut encore voir aujourd'hui les ruines de ce village depuis la route territoriale 30.
Durant la grande révolte des Corses contre l'occupant génois (entre 1729 et 1769), en octobre 1737, Lumio était aux mains des Génois.
- 1768 - Le 15 mai, la Corse est cédée à la France par les Génois. L'île passe sous administration militaire française.
- 1768 - Le 16 août les patriotes corses défont mille français et Calvais venus pour s'établir au-dessus de Lumio[21].
- 1789 - La Corse appartient au royaume de France.
- 1790 - Avec la Révolution française est créé le département de Corse avec Bastia comme préfecture,
- 1793 - An II. la Convention divise l'île en deux départements : El Golo (l'actuelle Haute-Corse) dont fait partie Lumio, et Liamone (l'actuelle Corse-du-Sud) sont créés. La commune porte le nom de Lumio. Lumio intègre le canton de Montegrosso, dans le district de Calvi et dans le département d'El Golo.
- 1801 - Sous le Consulat[Note 7], la commune garde le nom de Lumio, est toujours dans le canton de Montegrosso, dans l'arrondissement de Calvi et le département d'El Golo.
- 1811 - Les départements d'El Golo et du Liamone sont fusionnés pour former le département de Corse.
- 1828 - Lumio passe dans le canton de Calenzana (chef-lieu Calenzana)[22].

Le 29 avril 1852, Occi est rattaché à la commune de Lumio. Le village d'Occi sera abandonné en 1927, à la mort de Félix Guidicelli son dernier habitant.
- 1873 - Lumio passe dans le canton de Calvi.

### Époque contemporaine
- 1954 - Le canton de Calvi était composé des communes de Calvi et Lumio. Cette dernière comptait alors 402 habitants.
- 1975 - L'île est à nouveau scindée en deux départements. Lumio se trouve en Haute-Corse.
- 2015 - Le canton de Calvi englobe 12 nouvelles communes dont Calenzana, Galéria, Aregno.

## Politique et administration

### Liste des maires
| Période                                  | Période   | Identité        | Étiquette | Qualité     |
| ---------------------------------------- | --------- | --------------- | --------- | ----------- |
| avril 1995                               | mars 2014 | Eugène Ceccaldi | UMP       |             |
| mars 2014                                | En cours  | Étienne Suzzoni | DVD       | Agriculteur |
| Les données manquantes sont à compléter. |           |                 |           |             |

## Population et société

### Démographie
L'évolution du nombre d'habitants est connue à travers les recensements de la population effectués dans la commune depuis 1800. Pour les communes de moins de 10 000 habitants, une enquête de recensement portant sur toute la population est réalisée tous les cinq ans, les populations de référence des années intermédiaires étant quant à elles estimées par interpolation ou extrapolation. Pour la commune, le premier recensement exhaustif entrant dans le cadre du nouveau dispositif a été réalisé en 2004.

En 2022, la commune comptait 1 189 habitants, en évolution de +4,3 % par rapport à 2016 (Haute-Corse : +5,15 %, France hors Mayotte : +2,11 %).
| 1800 | 1806 | 1821 | 1831 | 1836 | 1841 | 1846 | 1851 | 1856 |
| ---- | ---- | ---- | ---- | ---- | ---- | ---- | ---- | ---- |
| 718  | 857  | 749  | 813  | 795  | 853  | 979  | 933  | 950  |

| 1861  | 1866 | 1872  | 1876 | 1881 | 1886 | 1891 | 1896 | 1901  |
| ----- | ---- | ----- | ---- | ---- | ---- | ---- | ---- | ----- |
| 1 012 | 923  | 1 004 | 967  | 931  | 921  | 959  | 939  | 1 051 |

| 1906 | 1911 | 1921 | 1926 | 1931 | 1936 | 1946 | 1954 | 1962 |
| ---- | ---- | ---- | ---- | ---- | ---- | ---- | ---- | ---- |
| 983  | 944  | 836  | 800  | 698  | 594  | 514  | 402  | 292  |

| 1968 | 1975 | 1982 | 1990 | 1999  | 2004  | 2006  | 2009  | 2014  |
| ---- | ---- | ---- | ---- | ----- | ----- | ----- | ----- | ----- |
| 473  | 732  | 747  | 895  | 1 040 | 1 012 | 1 040 | 1 250 | 1 132 |

| 2019  | 2022  | - | - | - | - | - | - | - |
| ----- | ----- | - | - | - | - | - | - | - |
| 1 260 | 1 189 | - | - | - | - | - | - | - |

### Enseignement
L'école primaire publique la plus proche se situe à Algajola, distante de 6 km environ. Les collège (collège Jf-Orabona) et lycée (lycée de Balagne) publics les plus proches se situent à Calvi, distants de 10 km.

### Santé
Si le plus proche hôpital est le centre hospitalier de Calvi-Balagne, ex-antenne médicale de Balagne (AMU de Calvi) - adresse : lieu-dit Guazzole - 20260 Calvi, distant de 13 km, on trouve néanmoins un médecin, une pharmacie, un cabinet de kinésithérapie, un autre d'infirmiers et un podologue.

### Sports
Le rugby à XV est le seul sport que les jeunes pratiquent en club à Lumio. Le Club de Rugby Amateur de Balagne (CRAB XV) a été créé il y a 12 ans par Fabrice Orsini, président du comité de Haute-Corse et secrétaire générale du comité corse de rugby. Il est présidé actuellement par Étienne Suzzoni. En 2014, il compte 135 licenciés.

### Cultes

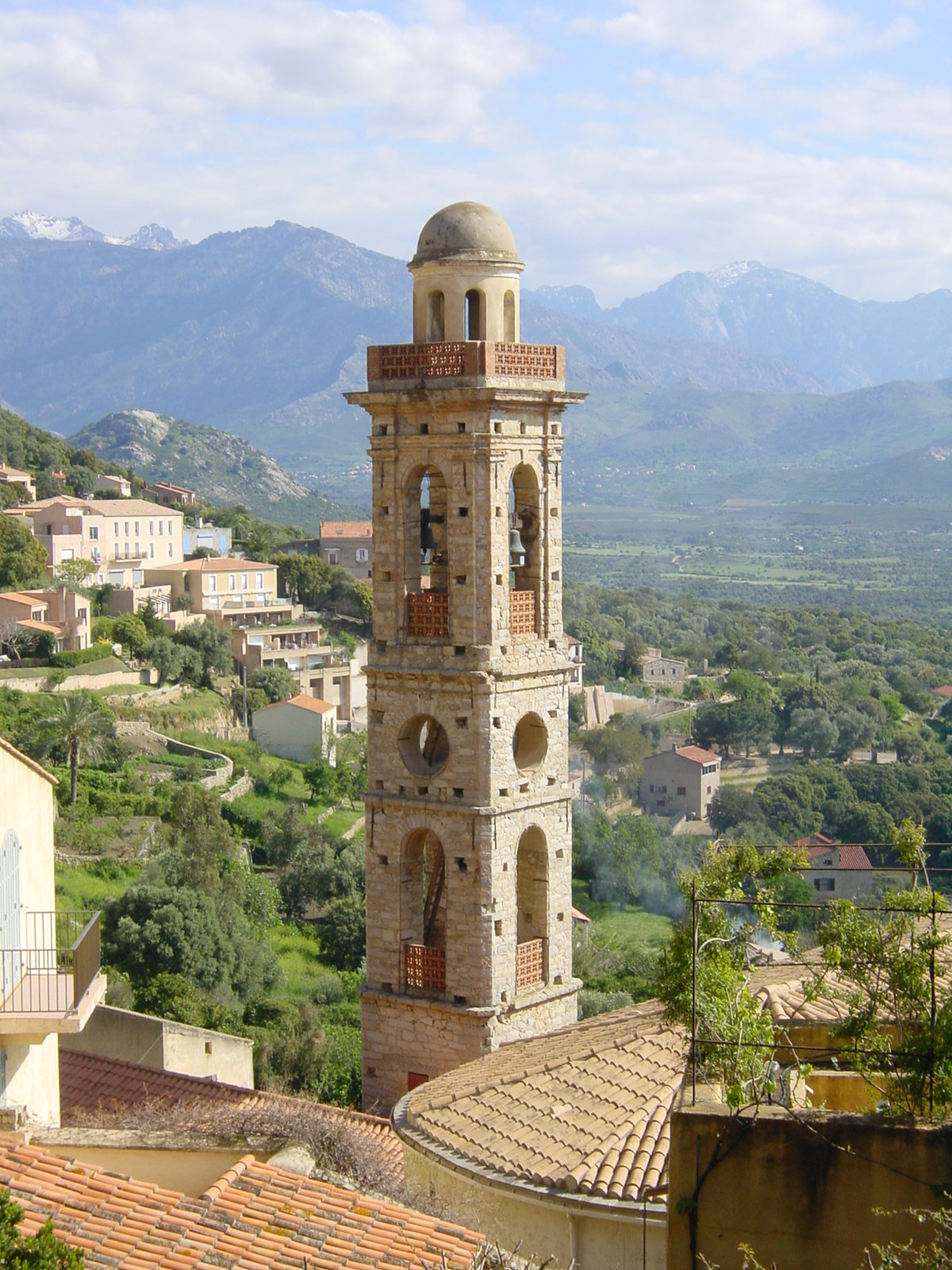
Campanile de Lumio.

La paroisse (Église Sainte-Marie) relève du diocèse d'Ajaccio.

### Manifestations culturelles et festivités
- Ateliers polyphoniques Associu Culturale A Filetta au Carrubu, une massive construction de pierres couronnée d'arcades.
- Le cercle d'études et de recherches historiques de Lumio

De nombreuses animations tels que des bals, des karaokés sont organisés pour faire vivre le village chaque été.

#### Fiera di a petra

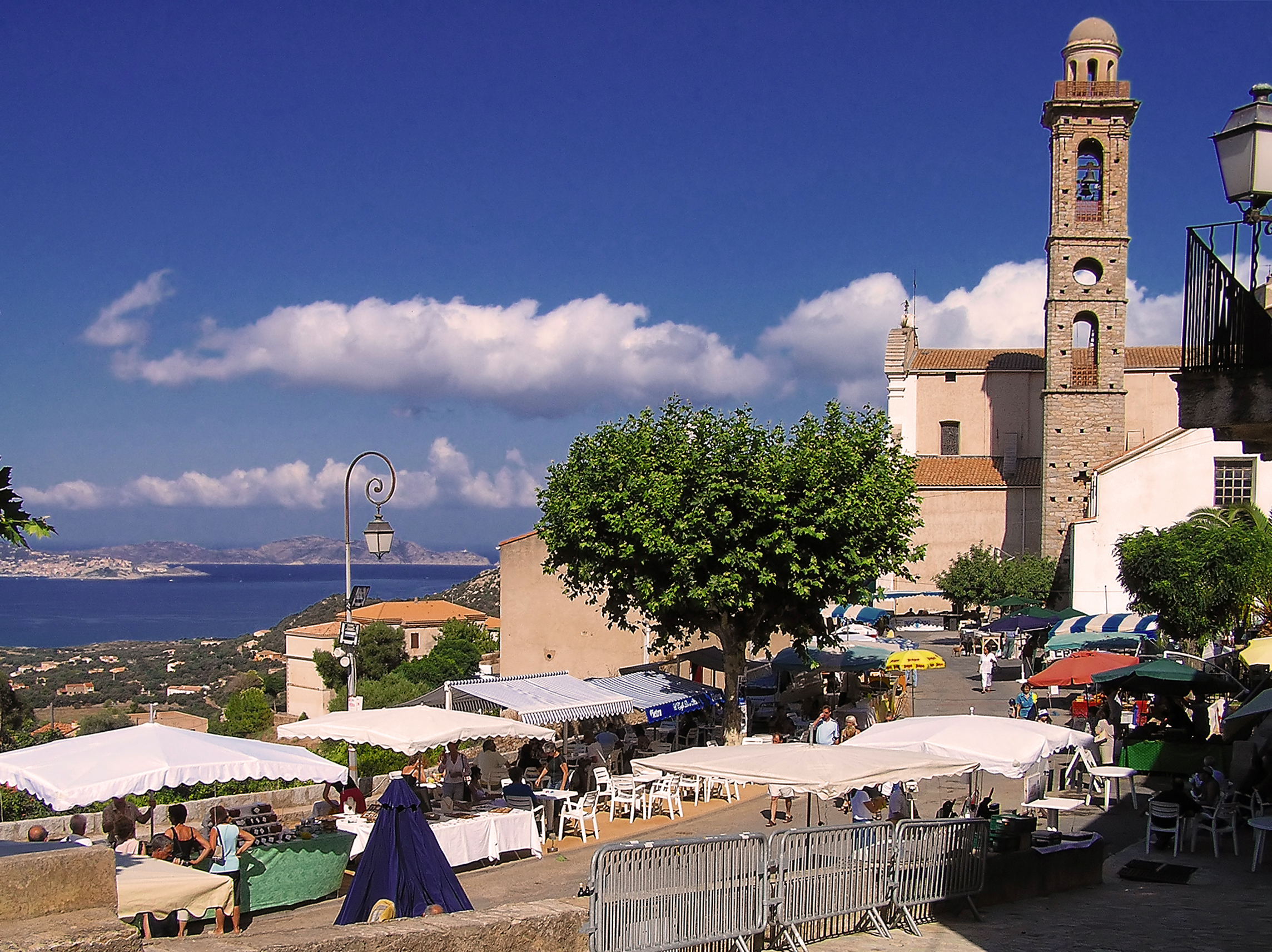
Fiera di a petra 2005.

Tous les ans depuis 1993, a lieu durant deux jours au mois de juillet, la foire de la pierre. Celle-ci fut mise en place à l'initiative de trois amis, afin de promouvoir les produits régionaux dits « identitaires ». Seuls les producteurs sont autorisés à exposer leurs produits, il n'y a en effet pas de revendeurs.
En 2011, le comité des fêtes de Lumio a organisé la première Ghjurnata Paisana qui prend la relève de la fiera di a petra, une manifestation d'un jour présentant des étalages éclectiques (produits de l'agriculture et de l'artisanat régionaux, pâtisseries locales, etc.).

#### U Carrubo
Monument pittoresque du village, U Carrubo est un bâtiment massif de pierres couronné d'arcades construit au XVIIIe siècle, à l'initiative de l'abbé Ignace Colonna de Leca. Selon certains il était destiné à une confrérie de moines, pour d'autres il servait à abriter les indigents et d'école aux enfants. On ignore l'origine du nom. Peut être est-il dû à sa forme cubique ou bien à un caroubier voisin ? Le bâtiment fut vendu en 1962 par les petits neveux de l'abbé. La bâtisse alors en ruine est maintenant complètement restaurée. Le groupe de polyphonie Corse A Filetta y répète actuellement.
On raconte que l'abbé Colonna de Leca aurait trouvé le trésor du dernier roi maure de Corse. Celui-ci en effet pauvre, se serait soudainement mis à acheter des propriétés et à y faire construire une école et la maison U Carrubo.

## Économie
La viticulture, l'artisanat et les services représentent l'essentiel de l'économie locale.

### L'agriculture
- Le Clos Columbu est un grand domaine viticole s'étendant sur la commune de Lumio et de Montegrosso.

Créé en 1973 par Paul Suzzoni, ce vignoble qui a l'appellation vin de Corse Calvi, a été repris en 1986 par son frère Étienne Suzzoni. Les vignes sont cultivées selon le mode traditionnel, soit sans engrais chimiques ni désherbants.
- Un marché de producteurs se tient une matinée par semaine sous la place de l'Église.

### L'artisanat
Lumio est située sur l'itinéraire Strada di l'Artigiani (la Route des Savoir-Faire de Balagne) créée avec le soutien du conseil général de la Haute-Corse.
- Les huiles essentielles : le village de Lumio possède une petite unité familiale de distillation l'Astratella créée à la fin du siècle dernier par Irolla-Corteggiani. Elle vend des huiles biologiques à base de plantes spécifiques de la flore de l'île et possédant des vertus curatives pour de nombreux maux.
- L'atelier Caruli de céramique de Carole Fanet.
- L'ancienne coutellerie-ferblanterie a été remplacée par une ferronnerie. Elle est située quartier Nunziata.

### Les services
- Le caffè di a Mossa, bar de village
- Le port de plaisance de Sant'Ambroggio attire un grand nombre de plaisanciers qui confient l'entreposage et l'hivernage de leurs navires à l'importante entreprise Chantiers navals de Calvi (C.N.C.).
- Le Club Med, village et club de vacances, est présent à la Marine de Sant'Ambroggio.
- Le centre commercial à la Marine est ouvert durant la période estivale.

## Culture locale et patrimoine

### Lieux et monuments
- Monument aux morts

#### Tours génoises

##### Tour de Caldanu

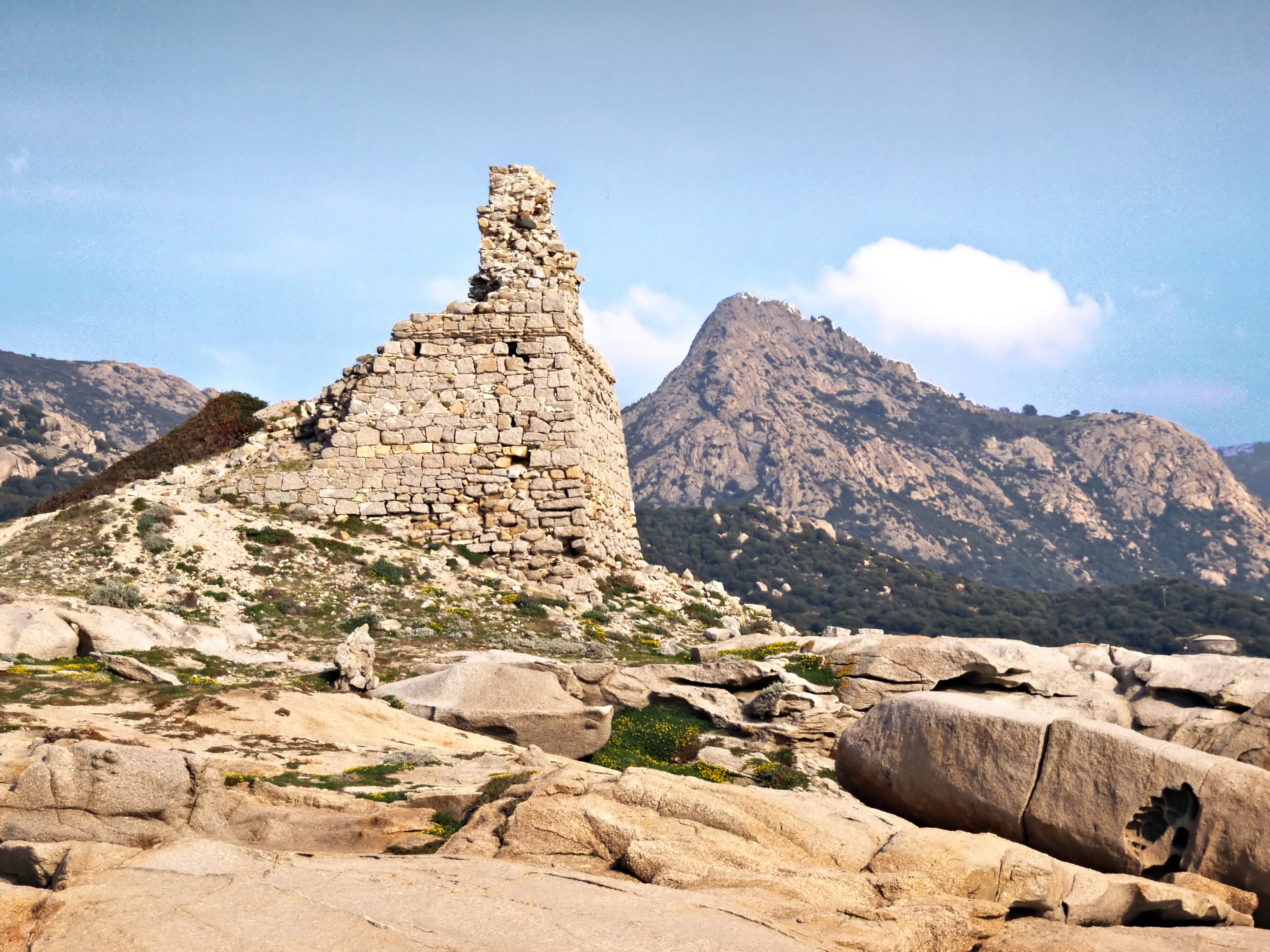
Tour de Caldanu.

Située sur la punta Caldanu à l'ouest du village de Lumio, au sud de punta Spano, la tour de Caldanu était une tour de guet carrée génoise. En mars 1765, au cours d'une entrevue avec Paoli, Marbeuf obtient l'ouverture de marchés les mercredi et samedi pour ses garnisons. Pour celle de Calvi, c'est à la tour de Caldanu.
Il ne reste que des vestiges de cette tour détruite par les bombardements de la marine anglaise en 1794.

##### Tour de Spano
La tour de Spano est une tour génoise de guet ronde, ruinée depuis fort longtemps. Elle est située en bordure de mer, sur la pointe éponyme, qui est la propriété du Conservatoire du littoral depuis le 1er janvier 1982.
La punta de Spano et la punta Caldanu forment l'agréable baie d'Algajo dans laquelle de nombreux bateaux de plaisance viennent mouiller les soirs d'été.

##### Tour Lomellini
La Tour Lomellini au pied du mont Bracajo, s'élève majestueusement au-dessus des habitations du village. Cette tour d'habitation en pierre de taille, entièrement restaurée par son propriétaire, date de 1575. Comme les autres tours génoises, elle avait été édifiée pour des raisons stratégiques.

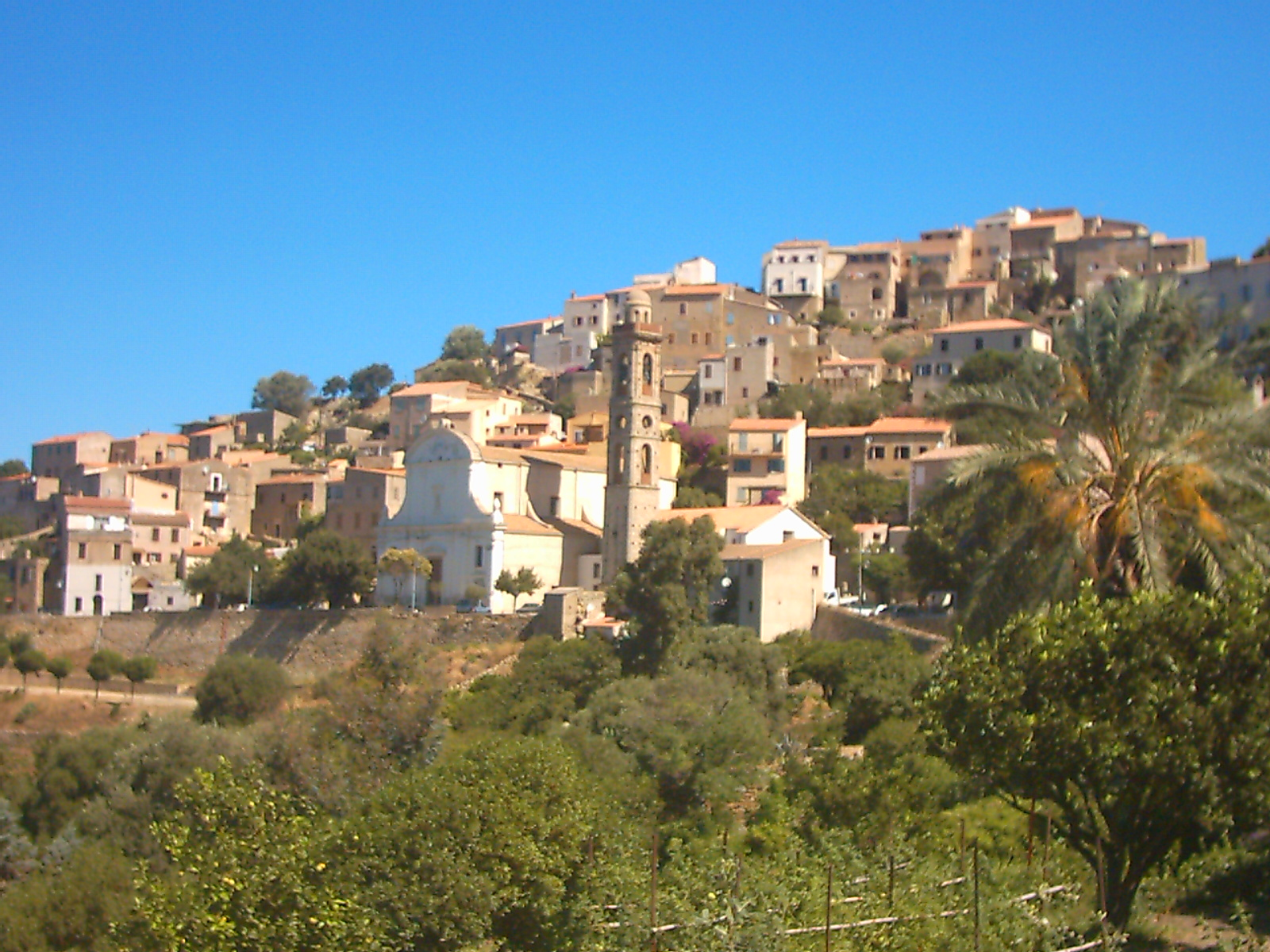
Photo d'ensemble du village de Lumio.
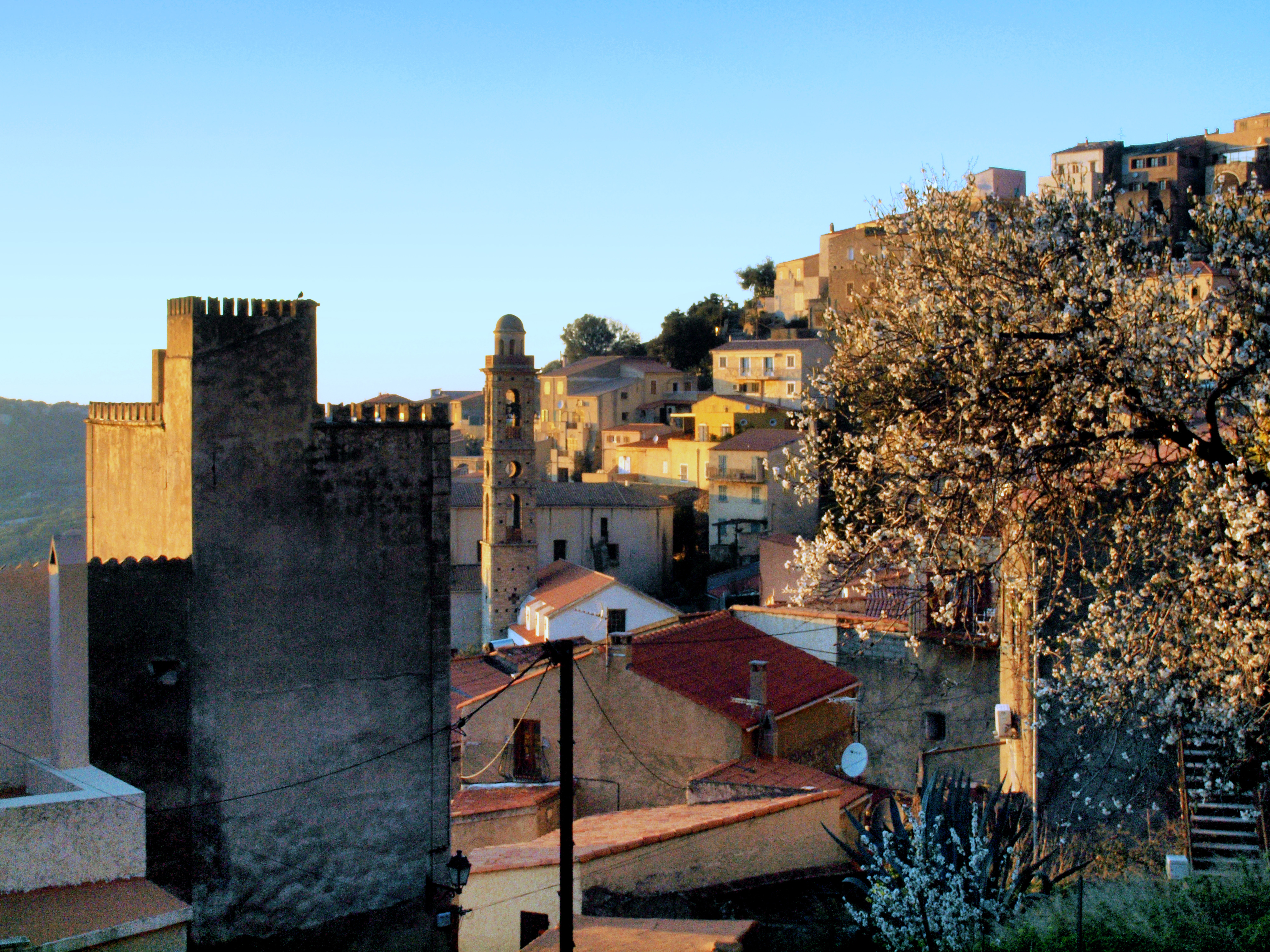
Vue sur le centre du village.
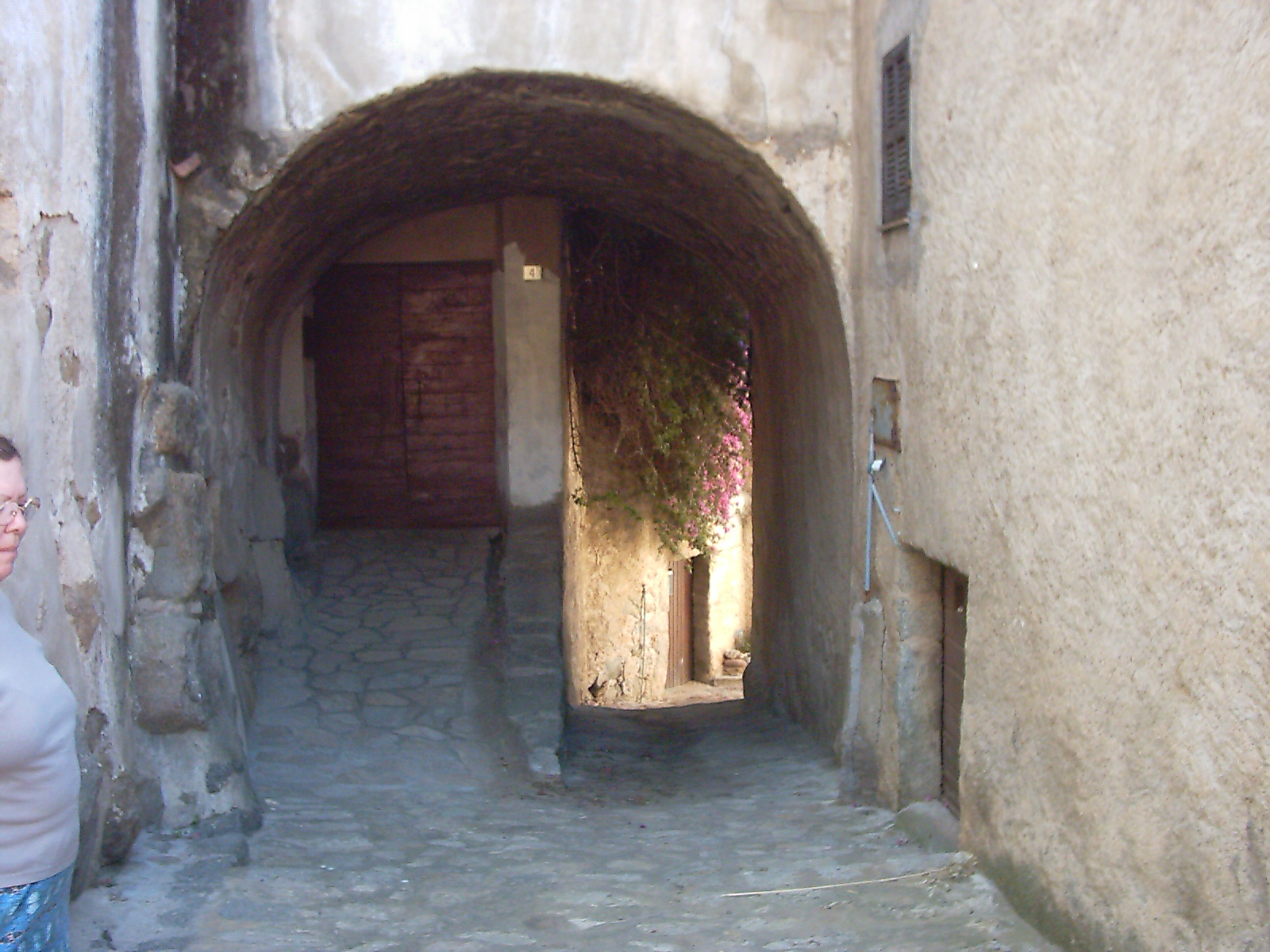
Ruelle d'un sentier du village.
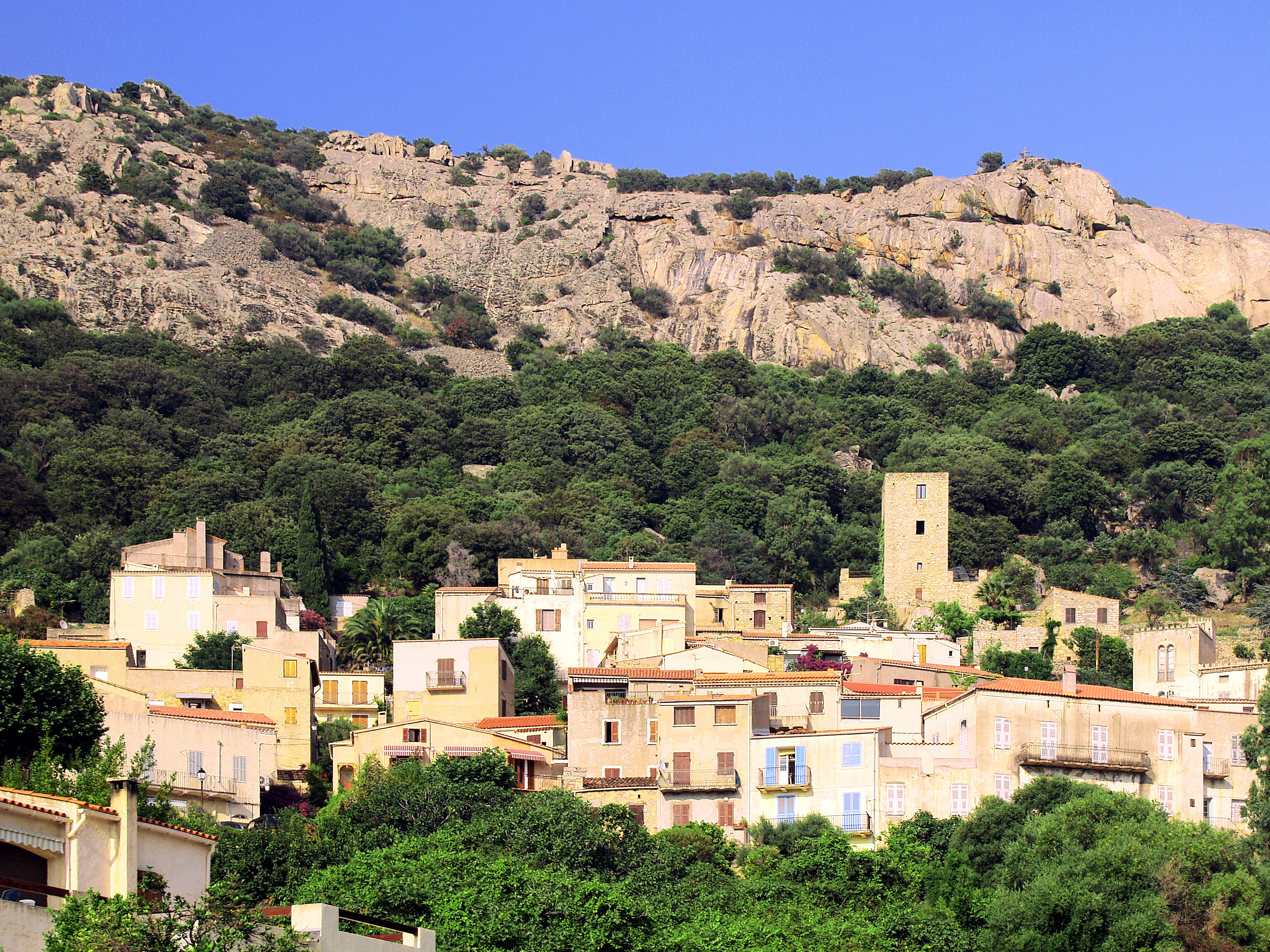
Quartier Nunziata et Tour Lomellini.
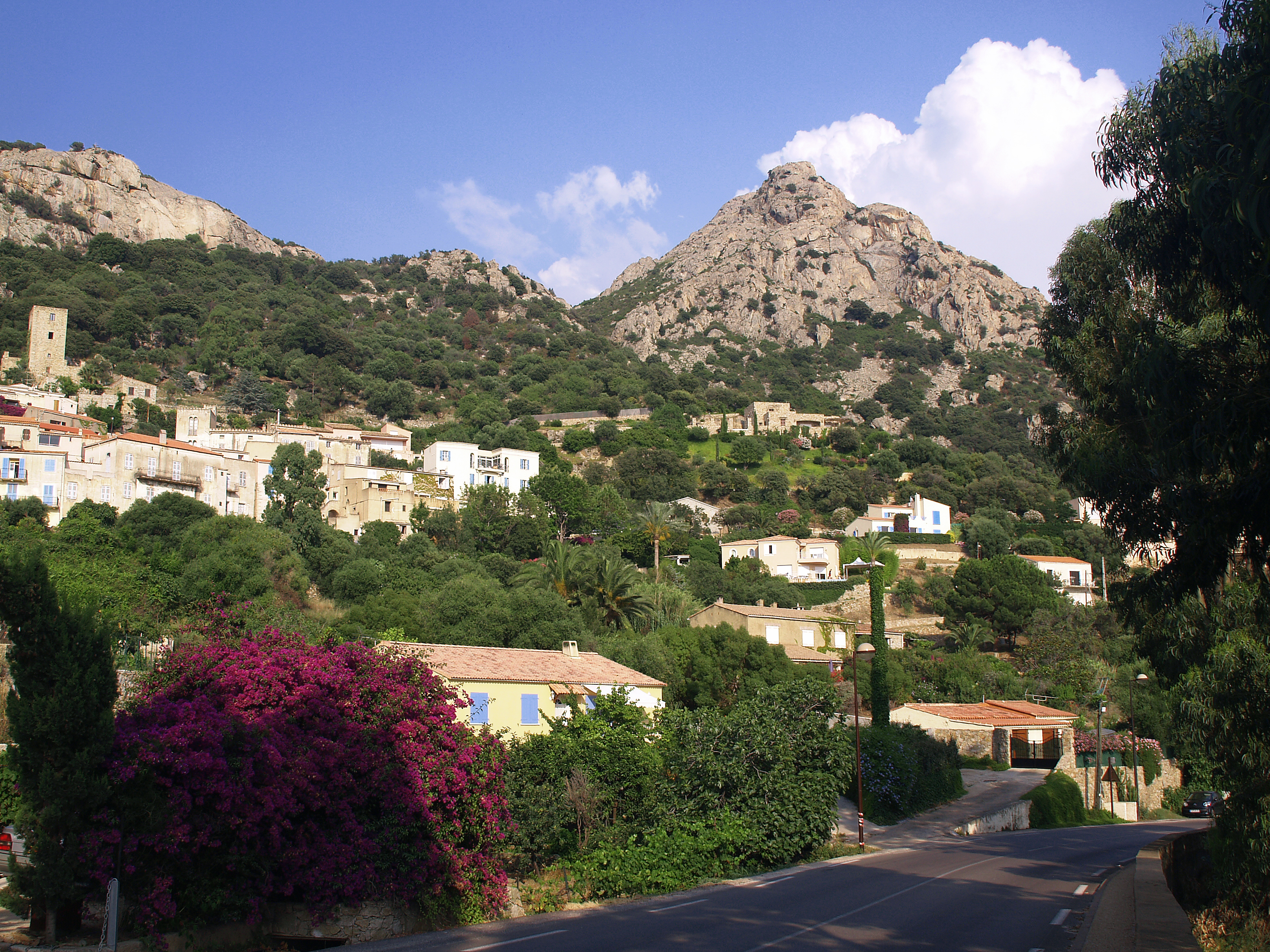
Mont Bracajo.
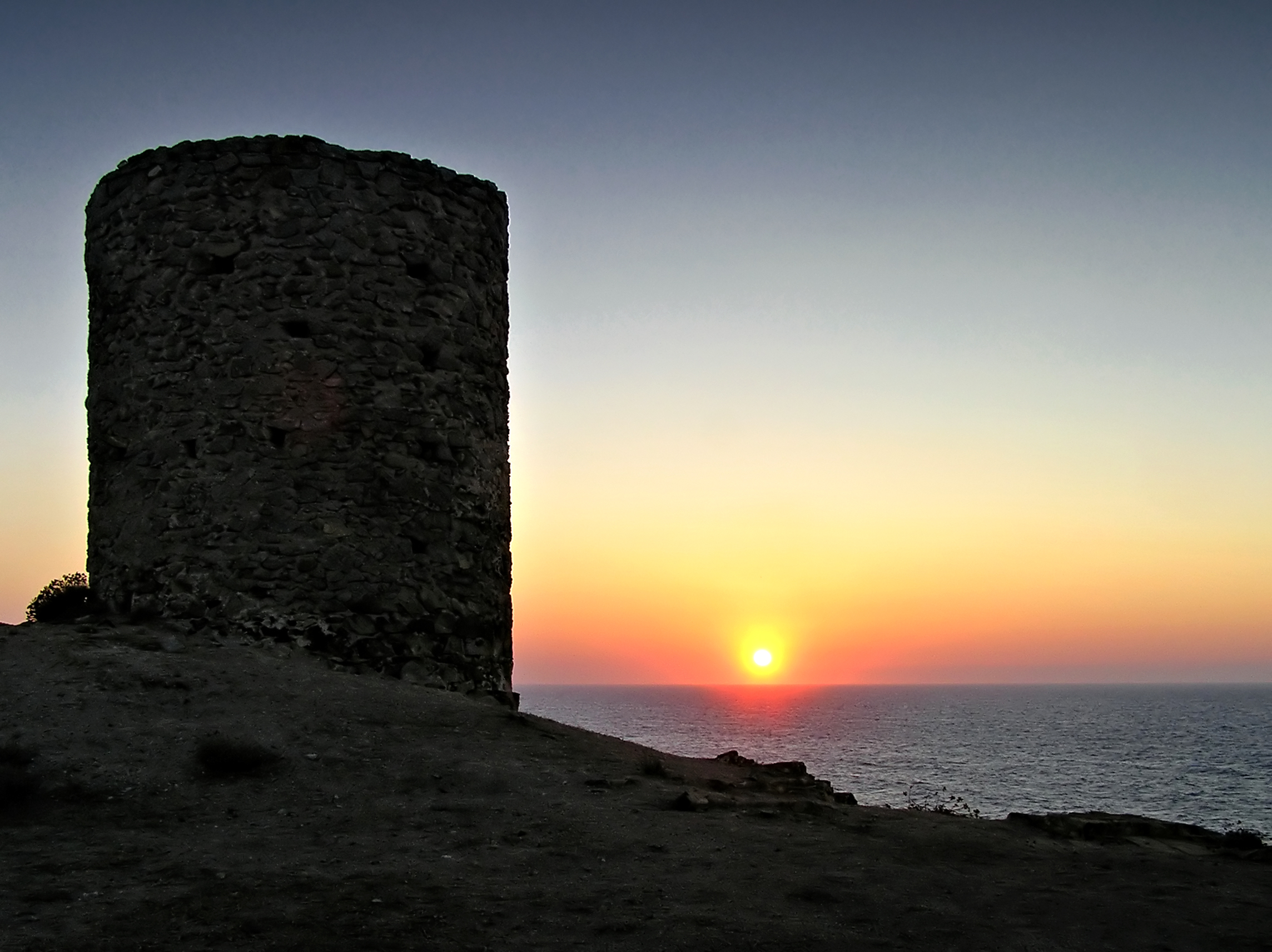
Tour ruinée de Spanu.
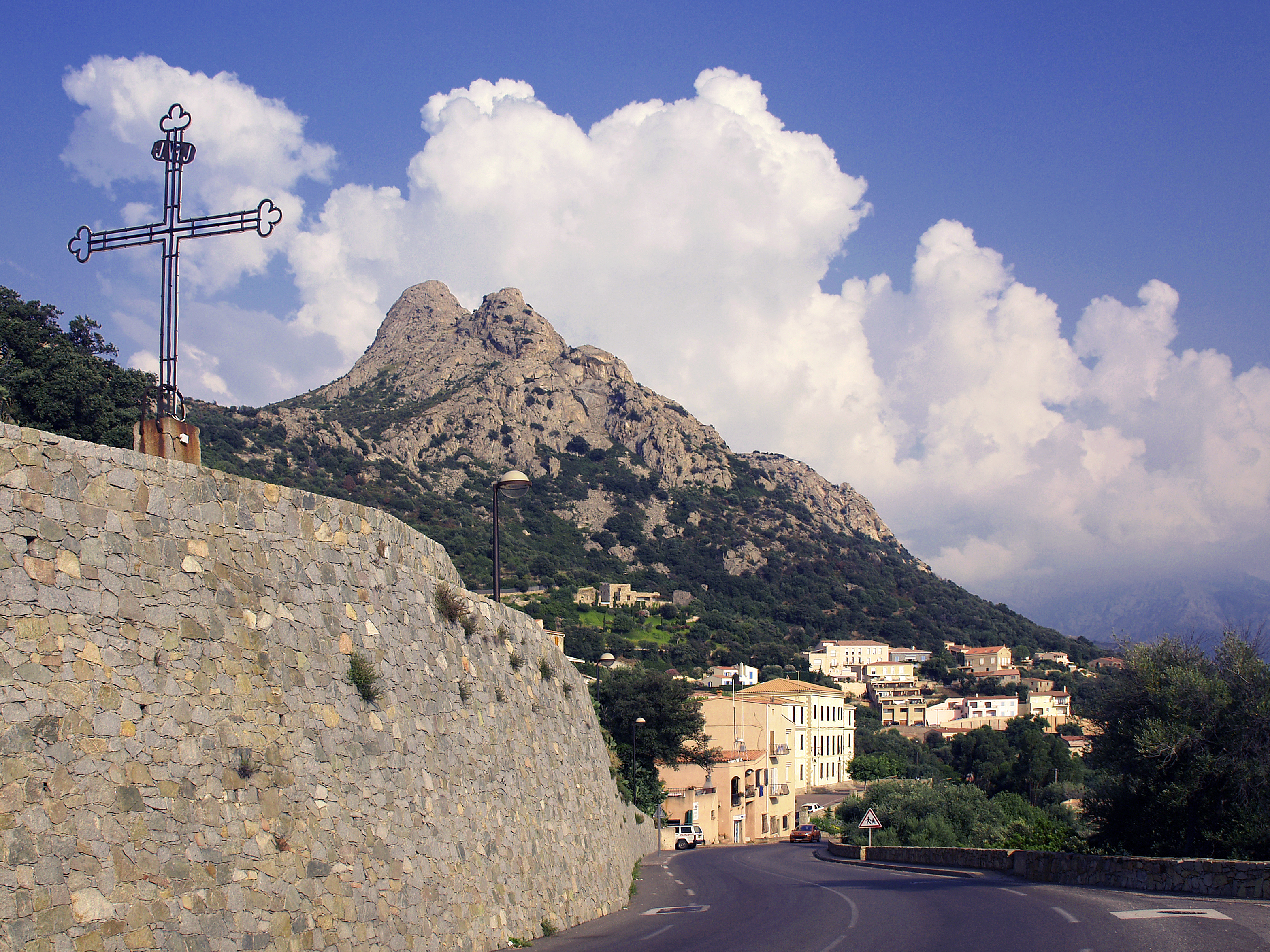
T 30 à Lumio.
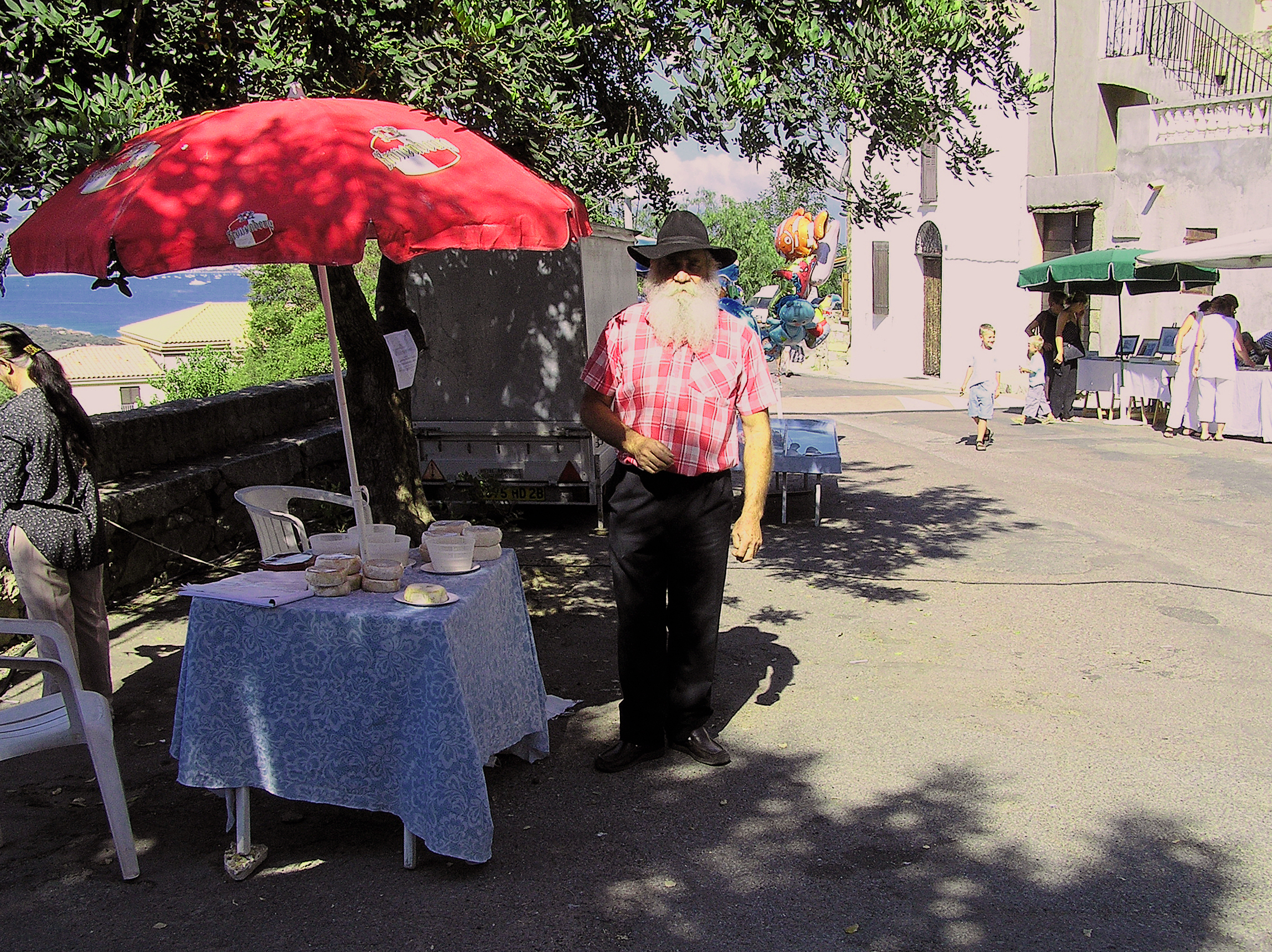
Homme en costume traditionnel à la foire.
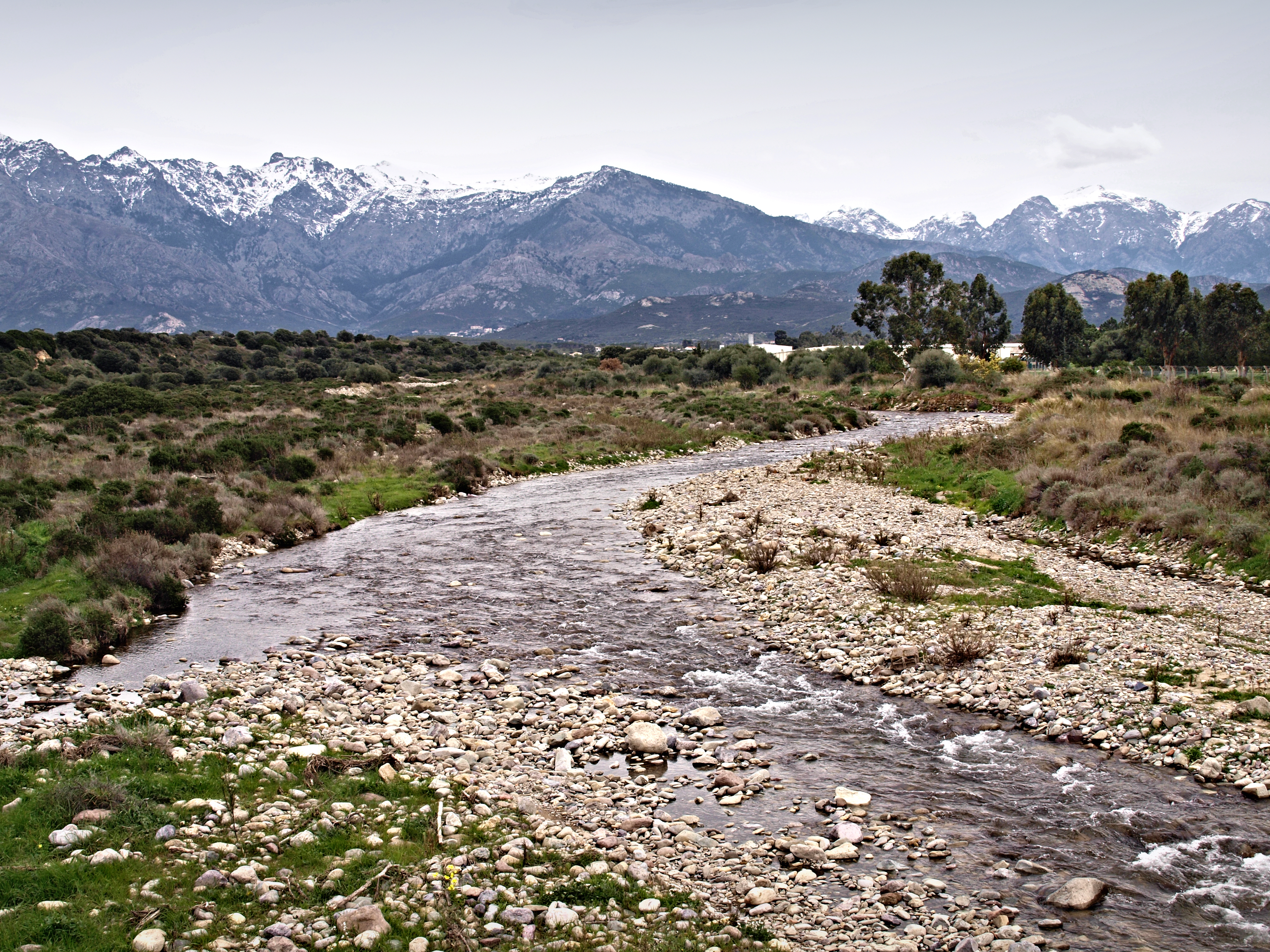
U Fiume Seccu en amont du pont de la T 30.

#### Patrimoine religieux

##### Chapelle Saint-Pierre-Saint-Paul
Cette chapelle romane en granit rose du XIIe siècle, est située au cimetière de Lumio, à la sortie sud du village par la route nationale 197. Elle appartenait au monastère bénédictin ligure San Bartolomeo del Fossato. Aujourd'hui propriété de la commune, elle est classée monument historique depuis le 30 juillet 1980 pour son décor extérieur.
C'est une église de « style roman pisan corse ». Elle a été érigée durant la paix qui s'était installée dans l'île avec l'administration de Pise à partir du XIe siècle et qui a vu s'élever dans chaque pieve une église dite « pisane », sous l'égide de l'épiscopat pisan.

« [...] l'église du village de Lumio, qui date de 1272, a été construite en partie avec un travertin situé dans les environs et qui appartient au quaternaire. »

— D. Hollande, Docteur ès sciences Professeur honoraire, in Géologie de la Corse, Bulletin de la Société des Sciences historiques et naturelles de la Corse - Imprimerie Allier Frères 16, cours de Saint-André Grenoble, janvier 1917
De plan simple, elle est constituée d'une nef unique prolongée d'une abside semi-circulaire qui, comme dans la grande majorité, est orientée sur un axe est/ouest, l'abside à l'est et la porte principale située sur la façade occidentale. Ses façades sont sobres et austères, totalement dépourvues d'ornementation et de décor. La façade orientale comporte une abside voûtée en cul-de-four. L'abside est flanquée de six pilastres qui supportent cinq arcatures aveugles par l'intermédiaire de petits chapiteaux ornés de décors végétaux sculptés ou de scènes en léger bas-relief. L'intérieur des arcatures est décoré de cercles et losanges évidés sur deux niveaux. L'abside présente des éléments décoratifs. À l'intérieur, la lumière est donnée par l'étroite fenêtre-meurtrière de l'abside dans l'axe de symétrie et dont les montants non biseautés sont agrémentés de voussures. Les murs d'une facture très soignée, sont appareillés avec des matériaux polychromes, les blocs taillés régulièrement.
Sa façade occidentale est ornée de deux têtes de lion qui encadrent le linteau monolithique de la porte principale.
La porte latérale sud est surmontée d'un tympan aveugle, coiffé d'un double arc plein cintre décalé en creux.
L'église fortement remaniée aux XVIIe et XVIIIe siècles, est surmontée d'un petit clocher, son toit et l'abside sont recouverts de lauzes (teghje).
 

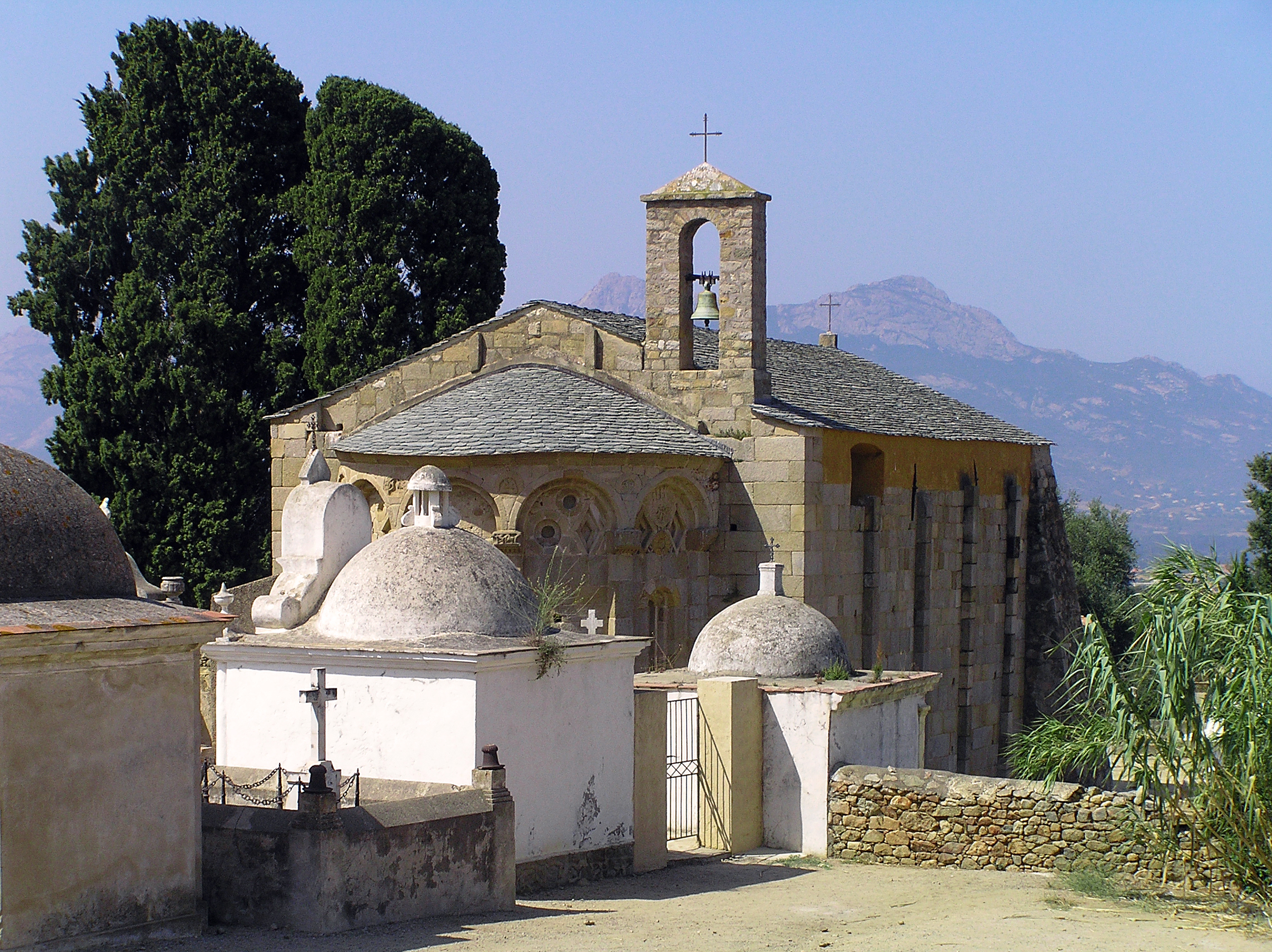
Chapelle Sts-Pierre-Paul.
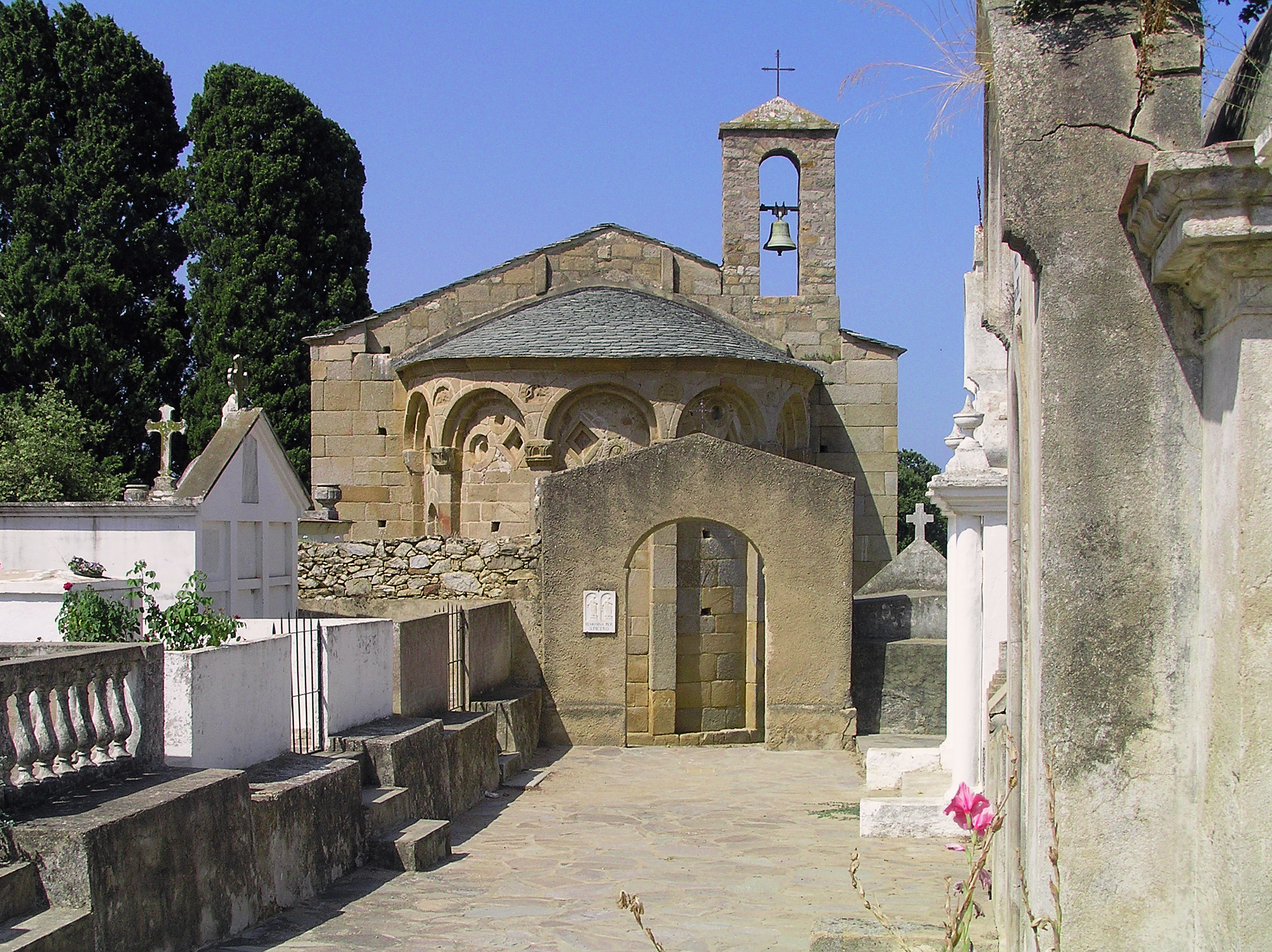
Chapelle Sts-Pierre-Paul.
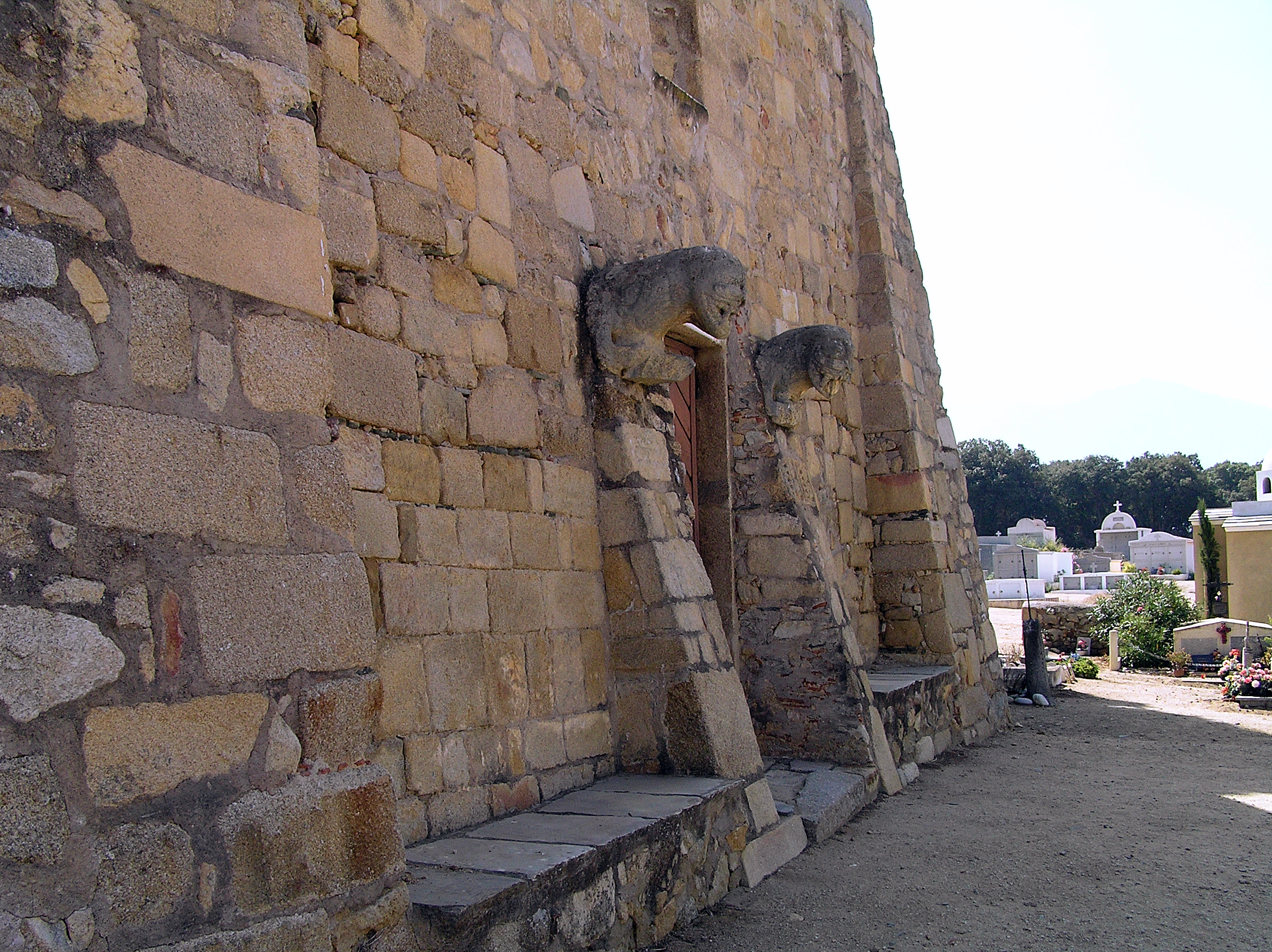
Chapelle Sts-Pierre-Paul.
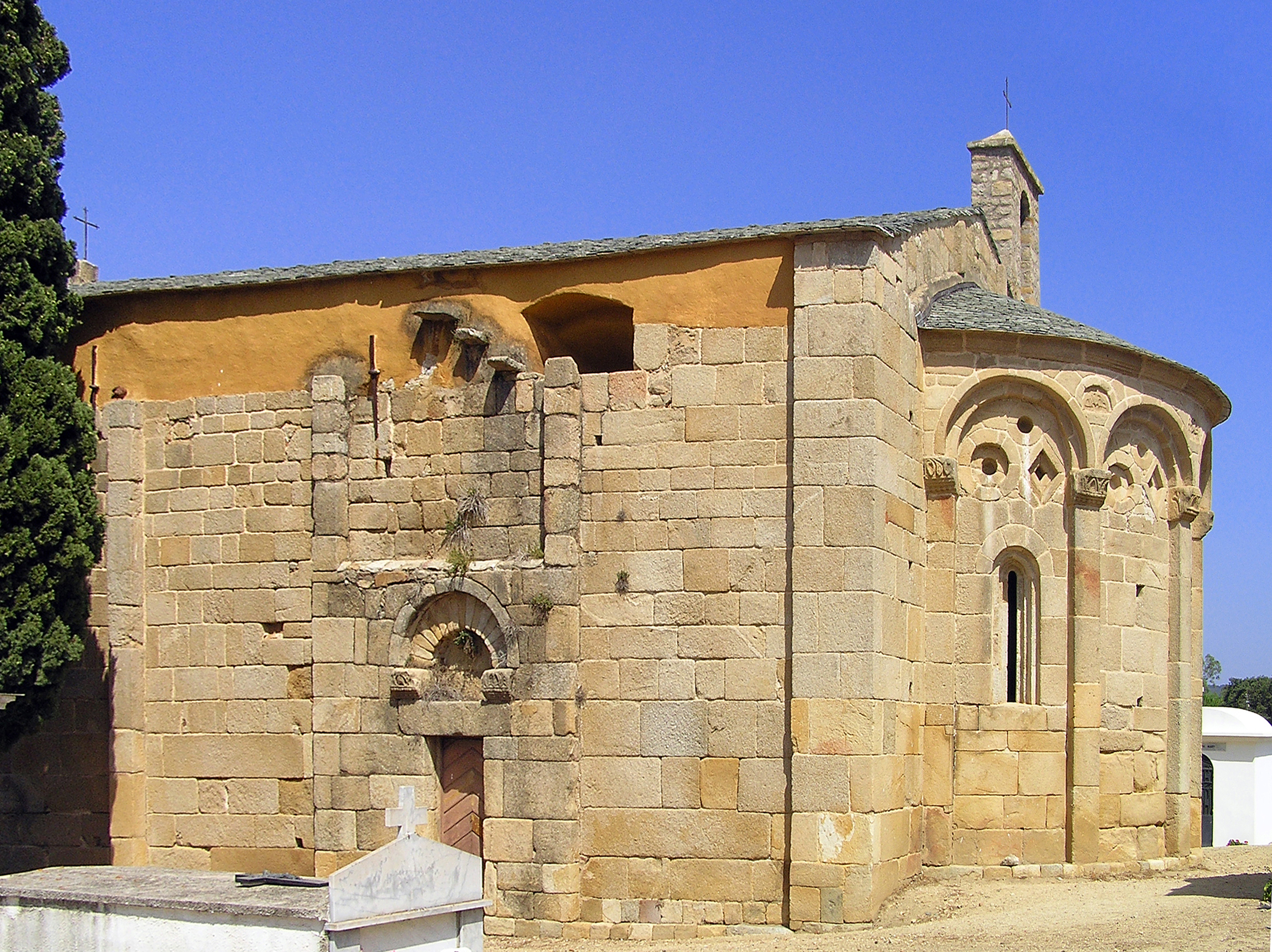
Chapelle Sts-Pierre-Paul.

##### Église paroissialeSainte-Marie
Cette magnifique église d'un baroque dépouillé, date de 1800. En 1880, fut achevé l'actuel clocher en pierres de taille haut de 36 m. Elle trône sur la place du village avec sa tour-clocher séparée, un détail architectural qu'on retrouve sur plusieurs églises de Balagne.
À l'intérieur, une statuette Vierge à l'Enfant du XVIIIe siècle) et une statue de Saint Antoine ermite du XVIe siècle) toutes deux en bois polychrome et classées MH en 1992.

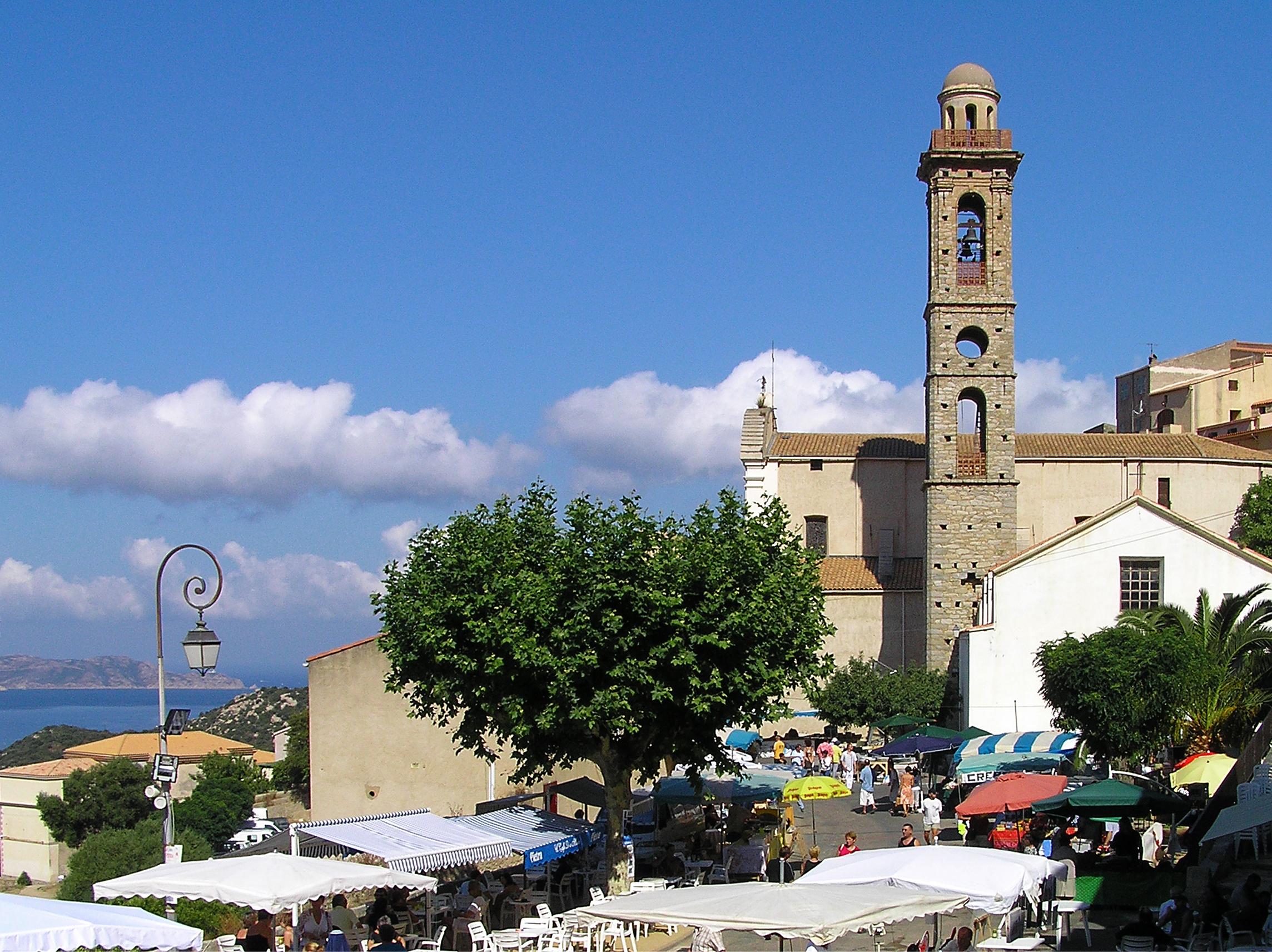
Église Sainte-Marie 2005.
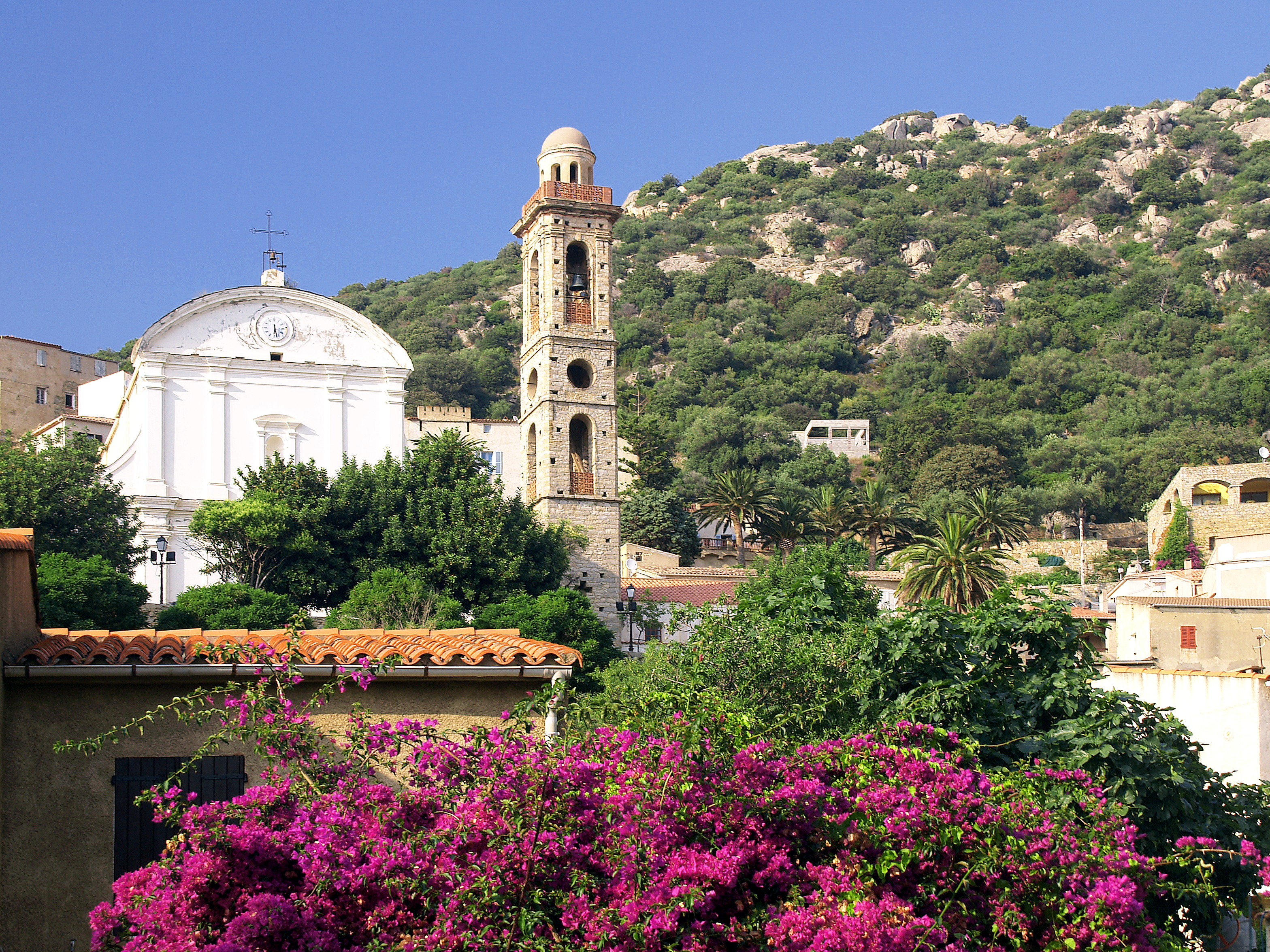
Église Sainte-Marie 2008.
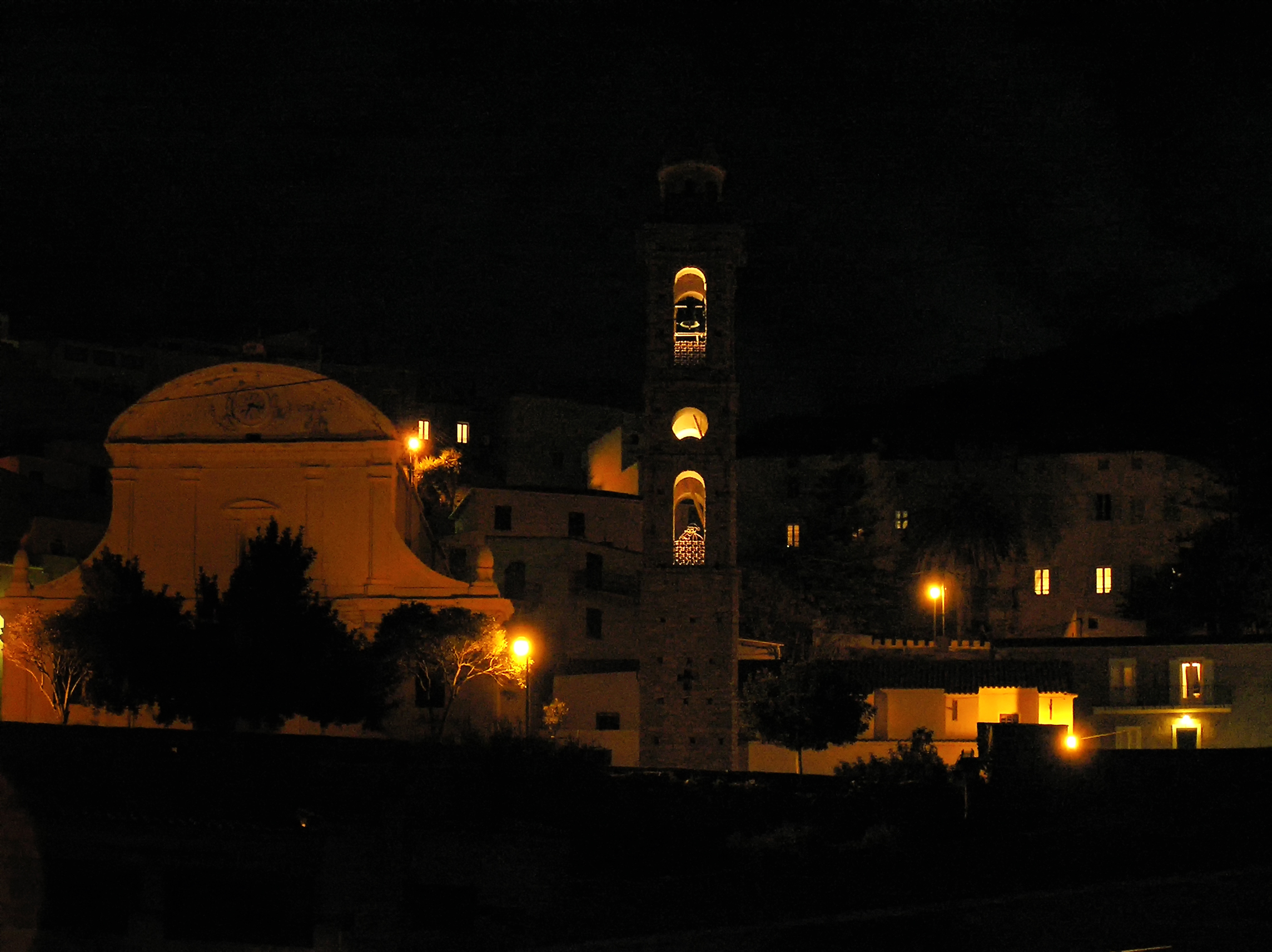
Vue nocturne 2006.
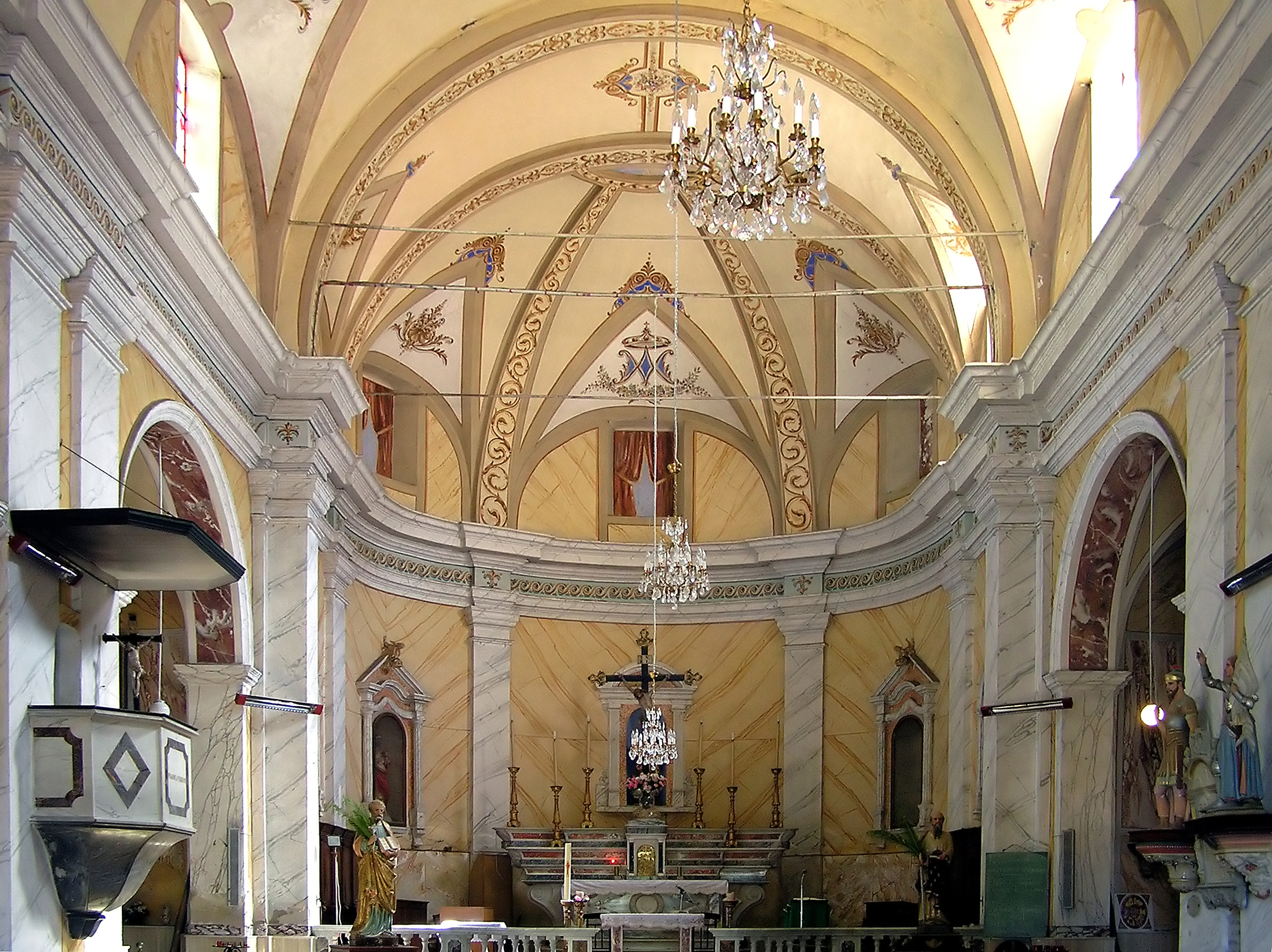
Église Sainte-Marie - L'intérieur.
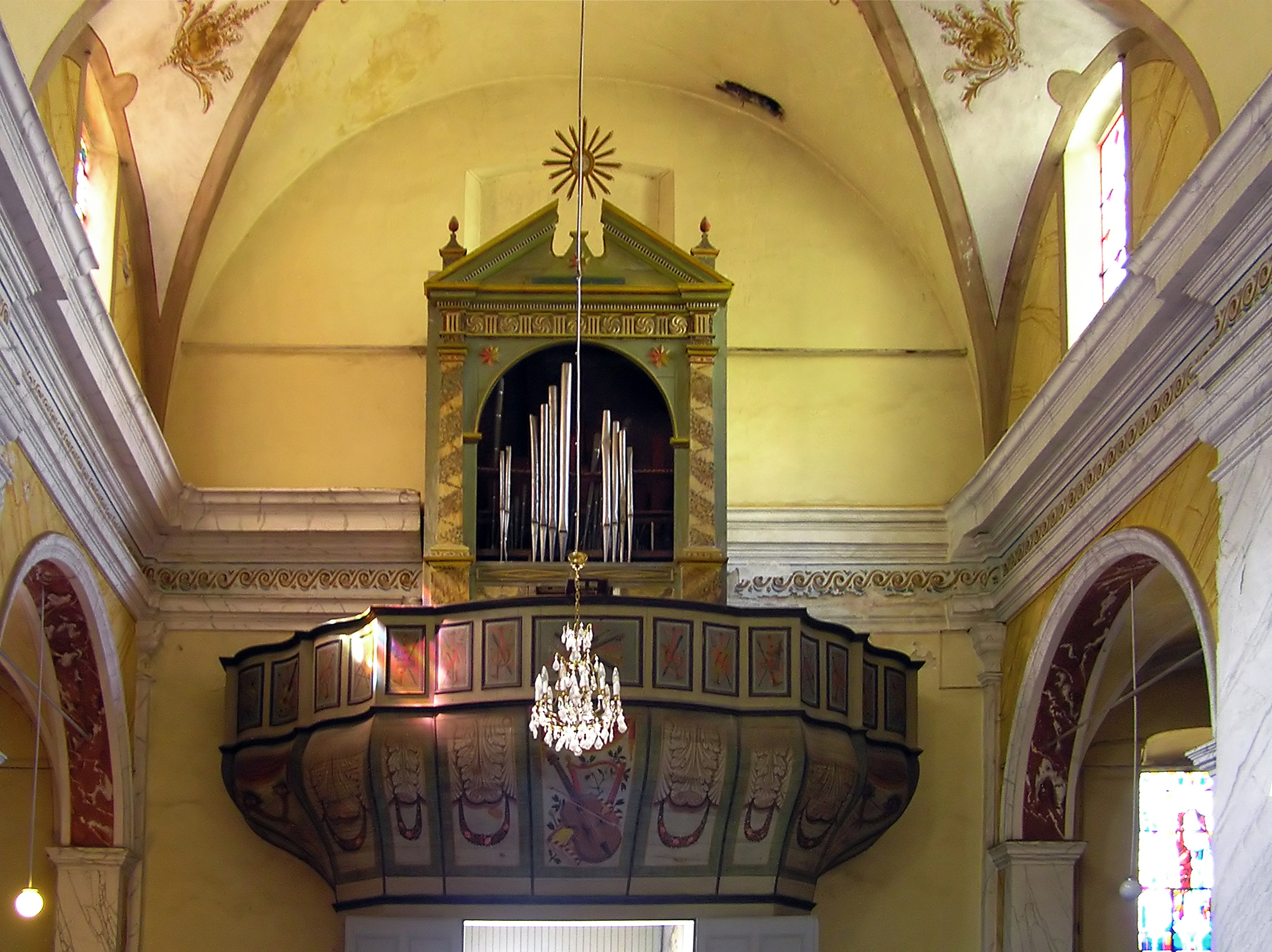
Église Sainte-Marie - L'orgue.

##### Église de l'Annunziata

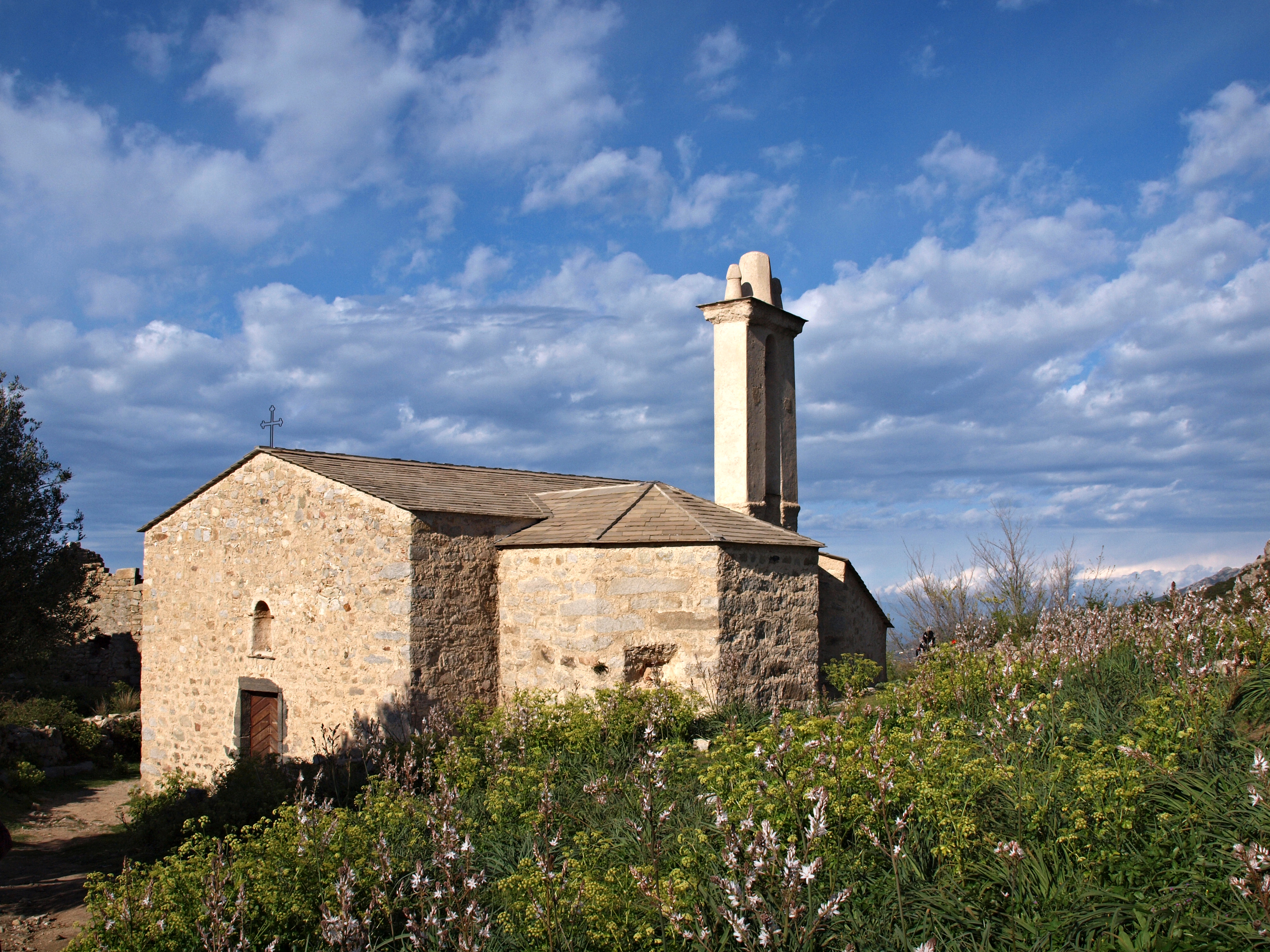
Église de l'Annunziata d'Occi.

Cette ancienne église datant du XVe siècle (?), est un édifice situé au village d'Occi abandonné depuis 1927. Construite en pierre à 377 m d'altitude, elle a été restaurée au début du siècle grâce au travail remarquable d'une association locale. Son haut clocher blanc est visible depuis l'ex-RN 197 qui passe 250 m en contrebas.

##### Église Saint-Antoine
Attenante à l'église Sainte-Marie, elle avait été construite en 1590. Devenue trop petite pour abriter la paroisse, elle fut transformée en confrérie. Restaurée en 1986, la confrérie est liée à l'église Sainte-Marie.
Une confrérie est un rassemblement d'êtres unis par un lien fraternel associé aux cultes de reliques ainsi qu'au pèlerinage. L'initiative d'une confrérie est le fait d'un petit noyau de fidèles encouragé par une autorité ecclésiastique ou par un groupe de professionnels dans le cas d'une confrérie de métiers.

### Patrimoine culturel

#### Carrière de granite dite carrière de Spano
Cette carrière de granite gris bleuté, située lieu-dit Portu Fiore sur la presqu'île de Spano, a été exploitée à ciel ouvert au début du XXe siècle. Y travaillaient des carriers et tailleurs de pierre italiens dont certains s'établiront à Calvi. Les gros blocs et de pavés taillés sur place étaient essentiellement destinée à l'exportation. Ils furent utilisés pour le pavage de rues du vieux Nice, de Marseille ou de Paris. Le granite, transporté dans des wagonnets jusqu'au rivage, était chargé sur des barges puis acheminé jusqu'aux navires ancrés au large. Les vestiges d'un embarcadère et de logements d'ouvriers, en plus du front de taille, témoignent de cette ancienne activité.
La carrière est reprise à l'Inventaire général du patrimoine culturel - Dossier versé le 10 août 2006.

### Patrimoine naturel

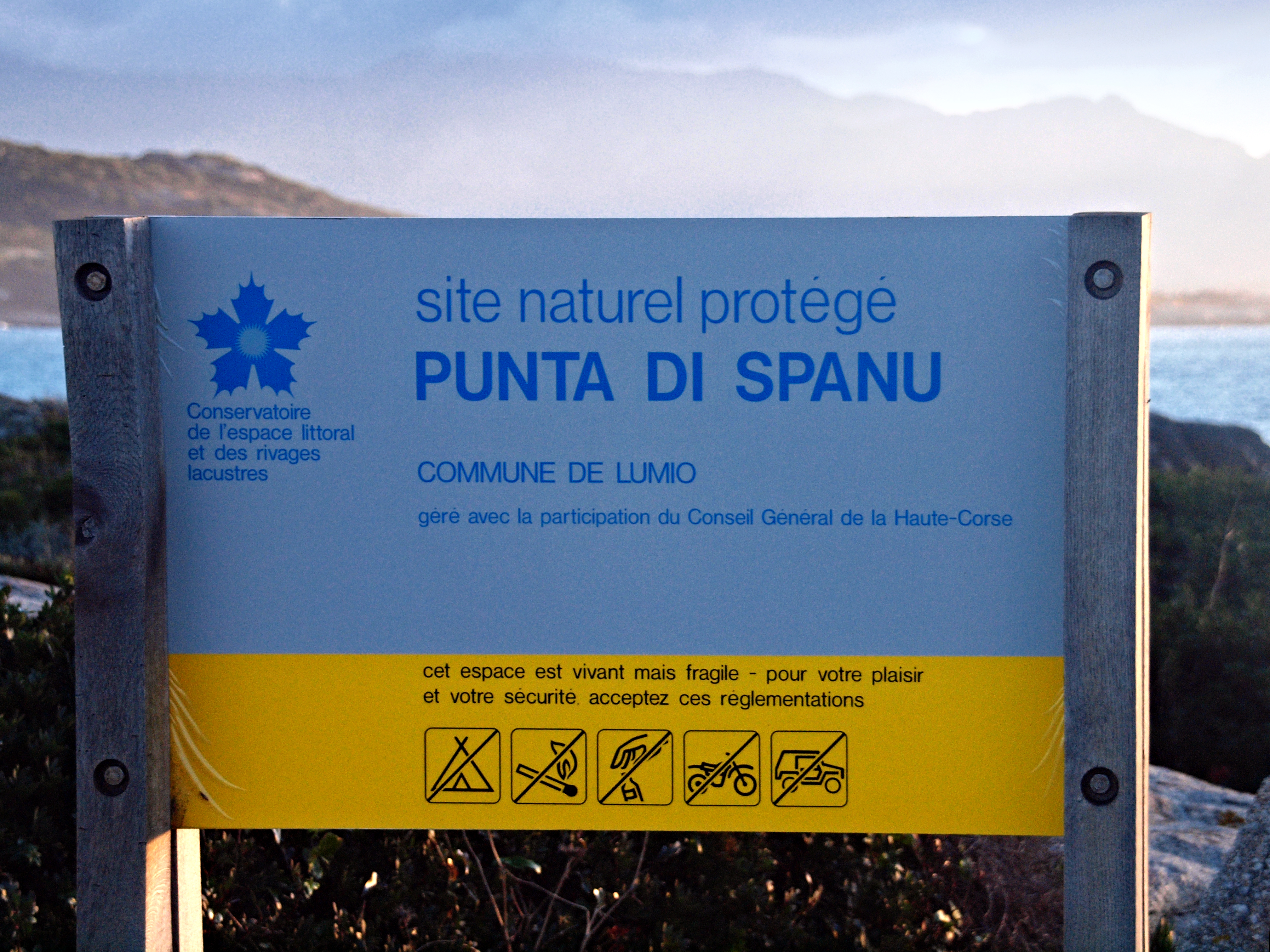
Panneau de site naturel protégé.

#### Site naturel protégé de Punta di Spanu
Punta di Spanu est un site naturel protégé, d'une superficie calculée de 65,30 ha, propriété du Conservatoire du Littoral. Il est repris à l'inventaire national du patrimoine naturel sous l'appellation Spanu (FR1100051). Le site occupe la majeure partie de la Punta Spano à l'extrémité nord-ouest du littoral de la commune, comprenant également l'îlot de Spano. S'y trouve la tour génoise ruinée du même nom.
Récemment encore, existait un parcours de golf.

#### ZNIEFF
Lumio est concernée par trois ZNIEFF de 2e génération :
Embouchure du Fiume Seccu
L’embouchure du Fiume Seccu est située dans le golfe de Calvi, à environ 2 km à l’est de Calvi. Elle est séparée de l’embouchure de la Figarella par le terrain militaire du camp Raffalli où est stationné le 2e régiment étranger de parachutistes. Le débit du Seccu montre une très forte variabilité saisonnière et annuelle. À l’issue des crues, le lit est occupé par des éléments grossiers. Le milieu s’assèche rapidement à l’issue de la fonte des neiges et des pluies de printemps. La zone a une superficie de 7 ha.
Îlots et pointe de Spano
Les milieux de cette zone d'une superficie de 143 ha, sont en partie constitués de côtes rocheuses et falaises maritimes, et de matorral arborescent. La pointe de Spano ferme au nord le golfe de Calvi. Le site est couvert d'une végétation arbustive de plus en plus basse à l'approche des rivages, d'où émergent çà et là des chaos rocheux et quelques murettes ou abris de pierre ruinés, vestiges des activités agricoles du siècle passé. À l'extrémité de la pointe, l'îlot de Spano est couvert d'une végétation rase qui accueille une importante colonie d'oiseaux marins.
Oliveraies et boisements des collines de Balagne
La zone d'une superficie de 1 959 ha, concerne 18 communes de Balagne. Elle divisée en plusieurs unités réparties dans les principales vallées et qui représentent les vestiges de l'ancien paysage arboré qui recouvrait la Balagne.

#### Sites archéologiques
Lumio est riche d'un passé compris entre le Néolithique et l'âge du bronze. Plusieurs sites archéologiques existent sur le territoire de la commune : 
Les Salducci
Le lieu-dit des Salducci se trouve à 1,5 km au sud du village de Lumio et à 2 km à l'est de la mer, sur une petite colline culminant à 116 m. En 1983, de nombreux vestiges lithiques et céramiques du Néolithique ont été découverts en suite de labours. Il s'agit d'un site de la fin du Néolithique ancien ou du début du Néolithique moyen. L'habitat préhistorique semble couvrir la dizaine d'hectares de la colline.
Larada
Larada se situe à l'extrémité sud de Lumio, à proximité du Fiume Seccu, entre les Salducci et le camp Raffalli. En 1983, sont ramassés quelques fragments de céramique et une vingtaine d'éléments lithiques, parmi lesquels quatre fragments d'obsidienne, qui sont rapportés au Néolithique moyen ou final.
Le Stade
Le site du Stade se situe à 1,25 km au sud-ouest du village. Plus de 130 éléments y ont été récoltés en surface (pointes ou fragments de pointes de flèche, 14 outils ou fragments d'outils), appartenant vraisemblablement au Néolithique moyen.
Arnajo
Le site Arnajo se situe à 750 m à l'ouest du village. Trois objets lithiques et quatre tessons de céramique qui y ont été découverts indiquent l'existence en ce point d'un site néolithique.
La Fuala
À 1 km au nord-ouest du village, le site La Fuala a une superficie d'un hectare environ. De nombreux vestiges lithiques et céramiques du Néolithique moyen ou final ont été mis au jour.
Monte d'Ortu
Le dégagement de la structure d'habitat reconnue en 1982 (la surface décapée était de 28 m2 en 1983, de 50 m2 environ en 1984), a livré un sol formé par un sédiment cendreux ou charbonneux. Les fouilles ont permis la découverte de restes osseux, de nombreux tessons ainsi que des fragments de charbon de bois, des parties importantes de vases écrasés sur place et un matériel de broyage complet (une meule portable et sa molette). Le matériel recueilli est très typique et abondant ; plusieurs tessons évoquent des documents apenniniques. Les autres éléments caractéristiques du Bronze évolué du site sont notamment des vases, des décors céramiques faits de cordons multiples, des tessons avec des impressions digitées, des bords de vases à lèvre digitée, une partie supérieure de vase, etc. Plusieurs restes osseux sont attestés ; certains ont subi l'action du feu.
La campagne de fouilles de 1985 a permis l'étude des sols d'habitat datant de l'âge du bronze. Le matériel livré montre plusieurs décors céramiques, une armature de flèche à pédoncule et ailerons en rhyolite, ainsi que deux fragments de lame et lamelle en obsidienne. Le site donne ainsi la possibilité d'analyser le passage du Néolithique à l'âge du bronze à partir de structures d'habitat et d'un matériel lithique et céramique très abondant et caractéristique.
Le site du Monte d'Ortu est repris à l'Inventaire national du patrimoine naturel.

### Personnalités liées à la commune
- Laetitia Casta, originaire du village, mannequin, comédienne et réalisatrice.
- Muriel Robin, artiste humoriste.
- Dominique de Lacoste, du groupe humoriste Les Vamps, résidente.
- Véronique Genest, artiste.
- Liane Foly, chanteuse.
- Guy Bedos (1934-2020), artiste humoriste, y est inhumé le 8 juin 2020.
- Thomas Dutronc, chanteur.
- Catherine Frot, actrice, résidente[36].
- Stéphane Guillon, humoriste, résident.